# ドラゴンクエストVIII 空と海と大地と呪われし姫君
『ドラゴンクエストVIII 空と海と大地と呪われし姫君』（ドラゴンクエストエイト そらとうみとだいちとのろわれしひめぎみ）は、2004年11月27日にスクウェア・エニックスより発売されたPlayStation 2用ロールプレイングゲーム（RPG）。アメリカでは2005年11月15日、ヨーロッパでは2006年4月13日に発売。
ドラゴンクエストシリーズの第8作目。スクウェア・エニックスとして初めてのドラゴンクエスト本編の新作である。開発はレベルファイブが担当した。キャッチコピーは「見渡す限りの世界がある」。タイトルロゴにはティアラの装飾と馬が描かれている。
これまでのドラゴンクエストシリーズとは異なり、後方視点の3Dグラフィックが採用された。これによりキャラクターは従来の2頭身のドット絵から、アニメ風のリアルな描画に変化し、原画のイメージが忠実に再現された。PS2版では、画角は4:3及び16:9でもスクイーズされる。
出荷本数は日本国内では370万本（アルティメットヒッツ版込み）、全世界も含めると490万本で、日本で発売されたPlayStation 2（PS2）用ゲームソフトでは最多の出荷本数を記録した。またシリーズでは『ドラゴンクエストIX』に次ぐ出荷数を記録している。
本作の発売後にはスピンオフ作品および本作に登場する施設を用いたカードゲームが展開された。
2013年12月12日にはスマートフォン（iOS、Android）移植版が発売された。2015年8月27日にはニンテンドー3DS版が発売された。
北米では、『Dragon Quest VIII: Journey of the Cursed King』のタイトルで2005年に発売。またヨーロッパでは、『VIII』を除いた『Dragon Quest: The Journey of the Cursed King』のタイトルで2006年に発売された。本作は、欧米において『Dragon Warrior』ではなく『Dragon Quest』の名で発売された初のタイトルである。

## ゲームシステム
ここでは、PS2版でのシステムを記す。スマートフォン、3DS版での変更点については、後述。

### 移動画面
従来のナンバリング作品では上方からマップを見下ろした視点だが、本作では後方から先頭キャラクターを見た視点となった。先頭キャラクター自身の視点から周囲を見渡せる機能も搭載されており、謎解きでもこの機能を活かせる場面がある。移動画面では、パーティーの人数に関係なく、先頭に配置したキャラクターのみが登場する。
移動画面の視点の変化に伴い、プレイヤーが迷いにくくなるような工夫がなされている。移動画面では自分がどの方角を見ているかがわかるように、画面左下にコンパスが表示される。また、フィールド上だけでなく町やダンジョン内でも地図を見ることができ、ダンジョンでは宝箱から手に入れることにより閲覧可能となる。
キャラクターグラフィックでは、そのキャラクターのアクションが移動時でもアニメーションで表示される。地図閲覧の時は道具袋から地図を取り出し、洞窟探索の時は手に松明を持つ。また従来の作品では「街中でも常に武器を構えている」ようなキャラクターアイコンであるが、本作では例えば剣なら肩口に背負う（主人公）・腰に差す（ククール）、鞭なら丸めて腰に下げる（ゼシカ）などキャラクターによって異なる。ただし、鞘などがなく刃が抜き身のままの武器も多い。装備している武器が変われば、武器グラフィックも変わる。
従来の作品では町・城などの施設がフィールドマップにアイコンで表現されていたが、本作では画面の切替はあるが、フィールドマップからも町などの建物を同サイズで見ることができる。また、複数の出入り口がある施設もあり、そのような施設ではその場所に応じた出入り口から出入りする。フィールド上には、主要な町やダンジョンを結ぶ街道が存在しており、街道と道しるべに従って走っていけば、確実に目的地に着くことができるようになっているが、街道から外れることにより、後述のチームモンスターや宝箱を発見できることもある。
キャラクターの移動は「歩く」と「走る」を使い分けることができる。「走る」を利用することが多いが、ダンジョン内や特定のイベントなどでは、あえて「歩く」必要がある場面も存在する。旧来の「しらべる」コマンドは廃止され、何かを調べる際には「べんりボタン」を使用する。一方、扉を開けるときのボタン操作が必要になった。
『III』『IV』『V』で採用されていた「昼」「夜」の時間の流れが再登場した。本作では立ち止まっていても、また、町などの中でも屋外であれば時間が経過する。本作には時間を操作する呪文やアイテムは登場しないが、昼間に宿屋で「泊まる」ではなく「休む」を選択すると、HP・MPの回復と同時に時間を昼から夜にすることができる。夜でなければ見られないイベントやモンスターも存在する。
仲間として同行しているキャラクターと会話する機能が前作から引き継がれたが、今回は「なかま」コマンドを実行し、話しかけるメンバーを選択して行うシステムになった。選択しなかった場合、順番に一人一人話しかける形になる。
本作からトラップモンスターは「ひとくいばこ」や「ミミック」のような宝箱だけとなり、本作以降の作品に登場する壷、本棚、井戸は全て安全に調べられるようになった。かわりにそれら宝箱モンスターと通常エンカウントでも遭遇する。ダメージ床も毒の沼地がわずかにあるだけでバリアに至っては存在せず、これらのダメージを回避する呪文も登場しない。

#### 歩き以外の移動手段
本作では移動手段もリアルなサイズで描かれており、水上や空中の移動の際は、地上とは別の専用のフィールド画面に切り替わるようになっている。以下では登場順に記す。
古代船
乗り込むことによって水上を移動する。上陸時は船に備わったはしけ（タラップ、ランプ）を降ろすため、高さの調節ができ、船より背の高い崖などを除けば大抵の場所に接岸できる。なお、本作独自の要素として、橋をくぐることができるようになっている。動力は風力だが帆船ではなく、「Vジャンプ緊急増刊2004」に掲載された資料によると、製作した古代人が空神石（くうしんせき）という隕石の性質（強力な引力で互いにくっつきあおうとするが、手のひらや動物の皮などの遮蔽物でコントロールできる）を利用して、風車の回転とオールが連動するメカニズムにしてあるという。なお、これはあくまでデザインの際に鳥山明が考案した裏設定であり、ゲーム中では一切語られない。
キラーパンサー
ヒョウ形の魔物。フィールド上で「バウムレンのすず」を使用することによって呼び出して騎乗し、フィールド上を高速で移動する。モンスターとのエンカウントは徒歩時と同様に発生するが、距離あたりのエンカウント数は少ない。地域によっては呼び出せない場所もある。また、キラーパンサーを使用するにはベルガラック地方のラパンハウスに行き、入口のカラッチのテストに合格し、ラパンの依頼を完了しなければならない（後述）。必須ではないため、キラーパンサーなしでもゲームを進めることはできるが、フィールドの移動にかなり時間が掛かってしまい進行が遅くなる。
神鳥
アイテム「神鳥のたましい」を使用することにより、主人公たちが光に包まれ神鳥に姿を変え、空中を自在に飛び、古代船や徒歩で行けなかった高台などに行けるようになる。闇の世界では使用できない。

### 戦闘
エンカウント方法
戦闘画面には、ボスなどとの強制戦闘以外ではランダムエンカウントにより移行するが、後述のチームモンスターと戦う場合はシンボルエンカウントである。
バトルメンバー
本作の戦闘画面では4人のプレイヤーキャラクターがバトルメンバーとして横一列に並び戦闘を行う。
PS2版（オリジナル版）においては、バトルメンバーが主人公、ヤンガス、ゼシカ、ククールの4人で固定（4人集結前、および中盤のゼシカ離脱時を除く）であり、彼らの並び順の変更は行えるものの、メンバーの誰かを馬車内に待機させたり酒場等の施設に預けたりすることはできない。
馬車システムや特定の施設を利用してのバトルメンバーの任意の変更は、手下召喚的な位置づけである後述の「チーム呼び」を除いて、行えない。物語全編を通じてのバトルメンバー固定は、ドラゴンクエストシリーズのナンバリング作品では『II』以来、6作品ぶりのことである。
コマンド入力
旧来のシリーズと同様のターン制を採用。バトルメンバーには設定した作戦に応じたAI（人工知能）によって自動的にコマンド入力をさせることもできる。
コマンド入力時や複数のターゲットが対象になる場合は従来のように敵モンスター・味方キャラが横に並んで表示される形式だが、ターン中はプレイヤー側のキャラクターも画面に映り、カメラアングルが目まぐるしく変化する3Dアニメーションで戦闘が展開される。戦闘結果を示すメッセージは従来と同じように画面下に表示されるが、それとともにダメージ量や回復量の数値が対象キャラクターに重なって表示され、ダメージ対象が複数の場合は個々のダメージ値を一斉に表示し、メッセージでは平均値（連続攻撃が一対象のみの場合は合計値）のみを表示することによって、戦闘のスピード化が図られている。
戦闘時のアニメーション
プレイヤー側キャラクターは戦闘画面切り替え直後、それまで収納していた武器を構えるアクションが見られる。これは毎回やるわけではなく、街などの施設からフィールドに出て最初の戦闘などで見られる。さらに戦闘終了後は武器をしまうアクションを行う。こちらは「にげる」や全滅で戦闘終了した場合以外は毎回行う。各自、装備している武器によってこれらのアクションも異なる（例えばブーメランなら、しまう前に一回宙に放り投げたりする）。戦闘中には武器に加えて盾もそのデザイン通りに描かれる。
戦闘中、「こうげき」や「とくぎ」を行う場合、装備した武器を持って敵に攻撃する様がアニメーションで表示され、「ぼうぎょ」した場合は装備している盾を構える。これらの装備品が変われば、ゲーム中のグラフィックも変化する。ただし呪文を唱える際、および一部の特技の際には武器・盾が表示されない。呪文を使うと各人固有の発動ポーズと共に、魔法文字が宙を踊る様が描写される。
その他
ターン開始時のコマンドには、旧来の「たたかう」「にげる」「さくせん」に加えて、敵を脅かして退散させることができる「おどかす」が追加された。退散する確率はパーティーとモンスターのレベル差によって変化し、退散した敵はアイテムを落とすこともある。失敗時は敵から攻撃を受ける場合もある。機械系の魔物は感情を持たないため効果が無いどころか必ず反撃されてしまうほか、ゾンビ系の魔物（しにがみきぞく、ヘルクラッシャー、デュラハーンなどを除く）は感情をほぼ持たないため効きにくい。ただし、チームモンスターの時は相手が強いと逃げ出す。逆にエレメント系の魔物はレベル差に関係なく確実に逃げ出す。
本作から、敵単体を対象とする攻撃や特技は、対象を選択できるようになった（これまではグループ単位でしか選択できなかった）。また、攻撃呪文・特技の威力は、使用するキャラクターの「かしこさ」の値によって変動するようになった。
他、全滅時のペナルティは、従来のシリーズでは所持金が半分になり、前作まで主人公以外は全員死んだままの状態で最後にセーブした場所からの再開だったが、本作からは仲間も全員生き返るようになった。
全滅したときの音楽は『II』 - 『VII』までは作品ごとに異なっていたが、本作では『I』以来の「死」のMEが使われ（モンスターズシリーズでは本作に先立ち、毎作使われている）、以降の作品ではほとんどこの曲で固定となった。

#### テンション
攻撃などの威力を高めるための新たなシステムとして「テンション」が初登場。これに伴い、AI戦闘の作戦にもテンションアップを重視する作戦「テンションためろ」が新登場した（代わりに「おれにまかせろ」が廃止）。
テンションを上げると、武器攻撃・呪文・特技のダメージ量が通常時と比べて増大する。相手へのダメージだけでなく、防御行為や回復呪文・特技、味方への補助呪文の効果も同様にテンションによって増幅するが、一部の呪文・特技やアイテムの使用に関してはテンションの影響を受けない。
テンションは「ためる」コマンドの使用によって1段階アップし、続けて使うことで最大4段階まで上昇する。4段階目は身体からオーラを放つ「スーパーハイテンション（以下SHT）」状態になるが、SHT状態になれる確率は高いとは言えず、一定回数のテンションアップを経験していないとSHT状態になることはできない。しかし、各キャラクターで初めてテンションを4段階目に上昇させる時は、確実にSHT状態になることができる。また、敵モンスターにもテンションを使用するものが存在し、中には一気にハイテンション（第3段階）、SHTになるものもいる。テンションの効果を一度発揮すると元の状態（ふつう）に戻り、ステータス異常に陥った場合や特定の攻撃を受けたときなども「ふつう」に戻る。
本作では、ゾンビ系やエレメント系（幽霊など）の敵モンスターは、普通に攻撃してもダメージを与えにくくなっているが、テンションを使うことにより、ダメージを減らす効果を無効化してさらに通常の補正がかかったダメージを与えることができる。

### スキル
パーティメンバー全員が共通の特技・呪文を習得できた『VI』『VII』とは異なり、本作ではその明確な役割をキャラクターに割り振ったものになっている。レベルアップによる固定された成長のほかに、新要素スキルによってプレイヤーが育て方を選べるシステムを採用している。
各キャラクターには、各々が使用できる武器のスキル3種類と、素手での攻撃に関する「格闘スキル」（同じ武器・格闘スキルでも、キャラクターにより習得する特技は異なる）、各キャラクター固有の特殊スキル（登場キャラクターの節を参照）の合計5つのスキルが備えられており、レベルが上がると、ステータスの上昇と同時に与えられるスキルポイントを5つのスキルに任意に振り分けることができる。スキルポイントが一定値に達することで、呪文・特技の習得や該当武器での攻撃力上昇などが起きる。レベルアップ時以外でも、アイテム「スキルのたね」を使うといつでも5スキルポイントを得られる。ただし、レベルによってスキルポイントに上限があり、それ以上に上げることはできない。
各スキルポイントの最大値は100。レベルアップで得られるスキルポイントはレベルごとに決まっており、最強レベル99に達するまでに得られる総スキルポイントは350である。そのため、よほどのやり込みを行わない限りはすべてのスキルをマスターできるわけではない。ゲーム途中のスキルポイントの振り分け方によって戦闘のスタイルが大きく変わる場合もあり、一度振ってしまうとやり直しが効かないため、慎重に選ぶ必要がある。
スキルアップによって覚える特技の中には、特定の種類の武器を装備して（もしくは素手の状態で）いないと使用できないものも存在する。
この成長システムに伴い、シリーズを重ねるごと必要以上に増加傾向にあった呪文・特技が適量に整理された。また前作までノーコストだった特技に、MPやアイテム消費を課すなどの調整もしている。

### 錬金釜
戦闘に直接関係のないシステムとして、錬金術によって2つまたは3つのアイテムを合成させ、新たなアイテムを作り出す「錬金釜」が初登場した。ストーリーが進み錬金釜が使える状態になった後、馬車が一緒にいる移動中に使用できる。当初は釜に入れられる材料は2つだけだが、シナリオが進むと3つのアイテムを合成できるようになる。全く使用しなくてもゲーム自体は進められるが、店では入手できない強力なアイテムを製造できたり、販売している物でも自作することで普通に購入するよりも早い時期に、また安価に入手できたり、売値の高いアイテムを合成することで金を稼いだりと、攻略を有利に進められる。
「れんきんがま」コマンドで材料となるアイテムを釜に入れた後、一定時間歩くか走る（静止していると錬金は進まない）ことにより“チン”という音が鳴りアイテムの合成が完了する。所要時間はアイテムによって異なる。完成前であればキャンセルも可能。なお、錬金できない組み合わせの場合はすぐに材料が戻ってくる。錬金釜を積んだ馬車と切り離されるダンジョン内でも合成は進むが、完成しても取り出すこと・新たに入れることはできない。このように錬金完成までに時間がかかるシステムとなったのは、プレイヤーが錬金ばかりに夢中になってしまうことを防ぎ、冒険と錬金を同時に楽しめるようにするためである。ただし、ゲームクリア後に挑戦できるイベントをクリアすると、待ち時間なしですぐにアイテムを合成できるようになる。
錬金の材料の組み合わせに関するヒント（錬金レシピ）は、世界各地で人々の話や文献などから入手でき、情報を得ると「錬金レシピノート」に追加される。中には完成物や材料がアイテム名ではなく曖昧な表現となっているレシピもあり、その場合は対象物の錬金の成功時に正しいアイテム名が表示される。ただしレシピを入手しなくても必要なアイテムが揃い、正しいレシピであれば錬金は可能である。
これにより、従来はほぼ薬草しかなかった消費回復アイテムが大幅に増え、HP回復量の多いアイテムや、HP回復とステータスの治療を同時に行うアイテムなども登場した。

### モンスターチーム
本作のフィールド上には目に見える魔物「チームモンスター」が特定の場所を徘徊しており、これらをスカウトしてモンスターチームを組むことができる。
モンスターチームを組むためには、バトルロード競技場へ行きモリーを訪ね、出された条件をクリアする必要がある。チームモンスターには、同じ種族のモンスターでも各地に散らばって数種類生息しているものや、時間限定のものなど発見自体が困難なレア度の高いものも存在する。チームモンスターに接触すると戦闘となり、前述の条件を満たしていると、勝利後にこれらのモンスターをスカウトできる。そしてスカウトしたモンスターの中から最大3匹でチームを結成することができる。
結成したモンスターチームは闘技大会モンスター・バトルロードに参加させることができる。モンスター・バトルロードはランクGからA、そしてSまでの8段階があり、それぞれ3試合連続で勝利すると優勝となり、賞品や特典が得られる。低ランクの試合で優勝しないと上のランクの試合には参加できない。
バトルロードでのランクを上げると、主人公が「チーム呼び」の特技を覚える。戦闘でこれを使うとターン最初に主人公パーティーとモンスターチームが入れ替わり、一定ターンの間戦闘を任せることもできるようになる。戦闘に参加するターン数は、チームのメンバー構成によって異なる。さらにランクを上げればモンスターチームを2つ持つことも可能となるが、呼び出せるのは1回の戦闘内で1チーム1回ずつのみである。
バトルロード、戦闘のどちらの場合においてもチームモンスターは各モンスター自身の意思で行動し、プレイヤーが行動を指示することはできない。チームのメンバーを特定の組み合わせ（同じ武器を持つモンスター同士など）にすれば、一定確率で特殊な必殺技が発動することが可能。また、チームモンスターも主人公たちと同様HP・MPを持ち、HPが0になり死亡したモンスターは無料でモリーに復活させてもらうことができる。ただし、モンスターチームが全滅した場合も全滅回数に加えられる。

### やりこみ要素・ミニゲーム
戦いのきろく
PlayStation版『IV』で登場した戦歴システムが継承された。戦歴画面では勝利・逃走・全滅の回数や1ターン最大ダメージなどを閲覧でき、トロデによる状況に応じたコメントが付く。戦歴画面のほか、以下のコレクションも閲覧できる。
モンスター討伐リスト
前作の「モンスター図鑑」に相当するもの。本作では最低でも1度以上モンスターに勝利することでリストに掲載される。また、本作ではドラゴンクエスト本編作品で初めてモンスターに「系統」（スライム系やゾンビ系など）が設定され、従来のドラゴンクエストモンスターズシリーズに無かった「怪人系」と「マシン系」が追加されている。討伐リストを完成させるとレアアイテムが貰える。
アイテム収集リスト
新登場の機能。今までに入手したアイテムのデータを閲覧することができる。本作ではすべてのアイテムにおいてアイコンが用意され、ゲーム内でもアイテムの形を見ることができるようになった。
錬金レシピノート
人々の情報や文献、メモなどから入手した錬金レシピ（前述）の一覧。
カジノ
ゲーム中の2か所に存在する。専用のコインを購入して各ミニゲームに挑戦し、獲得したコインを景品と交換できる。『ドラゴンクエストIV』と同じ方式のスロットマシンに加え、本シリーズ初登場のビンゴとルーレットが登場。
ちいさなメダル
一定枚数の「ちいさなメダル」を集めることにより、特定のアイテムを得ることができる。本作ではメダル王ではなくメダル王女がメダル収集の役割をする。

## ストーリー
本作のゲーム本編は、主人公たちがすでに旅をしている途中の、トラペッタ手前の森の中で休憩をしているシーンから始まる。主人公たちの目的は、姿を変えられたトロデとミーティアの呪いを解くため、呪いを掛けた張本人である道化師ドルマゲスを追うこととされているが、主人公の出身地が呪われたトロデーン城であることは後に明らかになる。
ストーリー前半は主にドルマゲスを追跡することが目的となる。主人公たちは、行く先々の町で手がかりを得ながらドルマゲスを追っていくが、そうしている間にも、リーザス村のゼシカの兄、マイエラ修道院の院長、ベルガラックのカジノオーナーがドルマゲスに殺害されていく。旅の途中ではゼシカ、ククールが仲間に加わり、やがて闇の遺跡でドルマゲスとの対決を迎える。
ドルマゲスを倒した後のストーリー後半では、彼の持っていた杖に封印された暗黒神ラプソーンの存在が明かされる。暗黒神復活を阻止するため、主人公たちは神鳥レティスの力も借りて賢者の子孫の生き残りを守ろうとするも、七賢者の子孫は全滅し、そしてラプソーンが杖から復活。主人公たちは完全復活を遂げたラプソーンと戦う。

### 世界設定
本作の世界は従来のシリーズ作品の設定をおおよそ踏襲しているが、ほかのドラゴンクエスト作品との関連は基本的には無く、まったく別の世界である。後述のレティスのエンディングでの台詞や、モンスター・バトルロードに『IV』のトルネコとライアンがカメオ出演するなどの過去作との繋がりを匂わせるものはあるが、はっきりとした繋がりはゲーム中で語られることはない。
本作では、フルカラーである光の世界と地形や生物がモノクロになっている闇の世界という、地形が同一の2つ世界が存在する。ただし2つの世界を頻繁に往復するシナリオであった『ドラゴンクエストVI』や『ドラゴンクエストVII エデンの戦士たち』とは異なり、本作ではレティス関連のイベントで闇の世界を訪れるのみで、それ以外はすべて光の世界が冒険の舞台となる。なお、闇の世界で行動できる範囲は「隔絶された台地」のみで、呪文「ルーラ」などでの瞬間移動で光の世界と行き来することはできない。

#### 地域
本作では「モンスター討伐リスト」において地方名が設定されている。
- 王国
  - トロデーン国領 - 主人公たちの王国。城はドルマゲスにイバラの呪いを掛けられ、魔物たちの巣窟と化した。南部は荒野が広がる。トラペッタ地方と繋がる吊り橋は、本編前から壊れて落ちたままとなっている。また、壊れた理由は物語序盤のヤンガスの回想シーンで語られる。
  - サザンビーク国領 - クラビウス王が治める王国。城下町では年に1回バザーが開催される。南西にはふしぎな泉のある森林地帯、西には王家の山、南東には船でのみ上陸できる砂浜がある。
  - アスカンタ国領 - パヴァン王が治める国。シセル前王妃の死去以来、2年間もの間喪に服し続けている。南西には願いの丘がある。
- 三大聖地
  - マイエラ地方 - 三大聖地のひとつであるマイエラ修道院を中心とした地域。マイエラ修道院にはククールの所属する聖堂騎士団の宿舎がある。修道院の北にはポルトリンクの定期船の船着き場、南にはドニという宿場町、南東には旧修道院跡地がある。
  - 聖地ゴルド地方 - 世界地図の中心にある島。巨大な女神像が祭られた三大聖地のひとつある聖地ゴルドがある。
  - サヴェッラ地方 - 王家の結婚式なども行われる三大聖地のひとつであるサヴェッラ大聖堂がある島。険しい山の上には、七賢者の一人・レグニストの末裔でもある法皇が住む法皇の館があり、サヴェッラ大聖堂からパイプ式のゴンドラで連絡しているが、この館を訪れることができるのは、法皇に呼ばれたものと翼を持つものだけだという。
- 人間の住む上記以外の地域
  - トラペッタ地方 - 七賢者の末裔マスター・ライラスや世界で高名の占い師ルイネロが住むトラペッタの町を中心とした地域。物語の最初に訪れる地域。一応トロデーンの城下町という位置づけではあるものの繋がりは薄く、町の人たちは城が滅んだことを知らなかった。南には滝の洞窟があり、さらにその上に謎の人物が住んでいる狭い小屋がある。
  - リーザス地方 - 名家アルバート家の屋敷があり、ゼシカの故郷でもあるリーザス村を中心とした地域。南西にはアルバート家運営の、マイエラ方面への定期船が発着する港町ポルトリンク、南東にはリーザス像の塔がある。ストーリー上、「船着き場」へ行くために訪れる。
  - パルミド地方 - ヤンガスの住んでいた貧民の町パルミドを中心とした地域。パルミドは治安が悪く、闇商人の店やカジノもある。南西にはゲルダのアジト、東にはバトルロード格闘場、西には剣士像の洞窟がある。
  - 名もなき小島 - 船着き場の近くにある島。メダル王女の城がある。
  - ベルガラック地方 - 大きなカジノのあるベルガラックの町を中心とした地域。カジノはギャリングによって運営されていたが、ギャリングが殺害されて以来、閉鎖されている。北東には海辺の教会、南にはラパンハウスがある。
  - リブルアーチ地方 - 海峡に掛かる橋上の町リブルアーチより北側の地域。石像造りが盛んでいる。北東にはライドンの塔がある。
  - 雪山地方 - 北にある雪に覆われた地域。正六角形の建物と地下街から成るオークニスの町がある。南東には七賢者の子孫の一人であるメディの住む家、北には薬草園の洞窟がある。
- 異民族・異種族の住む地域
  - 隔絶された台地 - 険しい断崖絶壁により船での通常の方法での上陸ができない南の島。唯一の村レティシアには神鳥レティスを崇める人々が住み、独特の衣装や住宅などを持つ。一方、闇の世界のレティシアは村を襲うレティスに悩まされているが、人間は襲われていない。南西にはレティスの止まり木と呼ばれる鳥居状の石柱、南の高台には神鳥の巣がある[注 4]。この地域はキラーパンサーに乗れないので徒歩で向かうことになる。
  - 人跡未踏の森 - マイエラ地方とパルミド地方に挟まれた密林地帯。船での上陸はできない。賢者クーパスの仲間の妖精ラジュと魔物ギガンテスが作った集落である三角谷があり、トロデが唯一素顔のまま歩ける。
- 都市・村などの無い地域、ダンジョン
  - モグラの生活地域 - アスカンタの北の半島。ドン・モグーラ率いるモグラ盗賊団のアジト（モグラのアジト）がある。向かうにはアスカンタ城にある地下道（アスカンタ城地下）を通っていかなければならない。
  - 砂漠地方 - サザンビークの南西にある砂漠地帯。旅の扉の役割をもつ井戸が4つ設置されている。北西には砂漠の教会、中央に竜骨の迷宮がある。
  - 北西の孤島 - ベルガラックから北西にある、緑の無い島。暗黒神ラプソーンの復活を願って建設されたという闇の遺跡がある。
  - ライドンの塔 - リブルアーチ北東にある、リブルアーチの天才彫刻家ライドングランバートルが作った塔。数々のカラクリが仕掛けてあり、解かないと登ることができない。
  - 薬草園の洞窟 - オークニスから西にある、ヌーク草の栽培のための洞窟。七賢者の子孫であるメディの息子・グラッドが、ここで行方不明になり主人公たちに助けられる。
  - 海賊の洞窟 - リーザス村の付近に存在。キャプテン・クロウの財宝が眠る場所であり、最奥にはひかりの海図がある。
  - 神鳥の巣 - 隔絶された台地の南の高台にある、神鳥レティスの巣。光の世界と闇の世界のどちらにも存在する。但し闇の世界ではレティスの協力がないと行けず、レティスが光の世界に移動した後は行くことができない。
  - トロルの迷宮 - サザンビーク城大臣宅内に出現し、夜のみ行くことができる。最奥にはボストロールが居住。
- 煉獄島 - 大罪を犯した者たちが入る監獄。ここに入った者は死ぬまで投獄される。
- 地図にない島 - 世界地図の南西にあり、地図に記されていない。サザンビークの町人の話によると未発見の島であるらしく、地図に載っていないという。
- 暗黒魔城都市 - 本作のラストダンジョン。空中に浮かぶ暗黒神ラプソーンの居城。ラプソーンの復活と共に出現する。
- 異界[注 5] - クリア後にのみ行くことにできる世界。竜神族の里には、竜と人の2つの姿形を持つ竜神族という種族が暮らしている。向かうには、あるイベント後、ベルガラックの東の高台にある竜神の道を通っていかなければならない。
- 天の祭壇 - 竜神族の里にある祭壇。奥地に竜神王がいる。ある事件解決後、ここで竜の試練ができるようになる。

## 登場人物
解説文中の呪文についての詳細はドラゴンクエストシリーズの呪文体系を参照。声はニンテンドー3DS版でのキャスト。

### プレイヤーキャラクター
オリジナル版（PS2版）では4人のプレイヤーキャラクターが登場し、集結後はゼシカの一時離脱時を除き、最後まで戦闘参加メンバーは固定となっている。
主人公
声 - 梶裕貴（大乱闘スマッシュブラザーズ SPECIAL）
本作の主人公。元トロデーン王国近衛兵である18歳の少年で、赤いバンダナがトレードマーク。両親はすでにこの世におらず、幼年期に記憶を失って8歳の頃トロデーン城に迷い込んだ。元々は住み込みの小間使いだったが、王女ミーティアの要望により近衛兵に採用される。
記憶を失った際のある理由から呪いに対して強い耐性を持っており、敵の呪い攻撃には絶対にかからず、呪われた武具を呪いにかかることなく装備可能（ただし、武具のもつ効果は適用される）。また同様の理由から、トロデーンがイバラの呪いにより滅んだ際にもただ1人難を逃れ、国を救うために国王トロデと共に旅に出ることになった。
王女ミーティアとは幼馴染でもあるため、トロデたちからの信頼も厚い。
クリア後の隠しダンジョンでのイベントでその出生の秘密が明かされ、実はグラビウスの兄・エルトリオの息子。
主人公のもちものにチーズを加え戦闘で使用することによって、トーポに様々な特殊効果や特殊攻撃をさせることもできる。
すばやさはやや控えめで、ちから、HPなどが高い。後半に差し掛かると爆発的にステータスが伸びてゆく。最終的にすばやさと賢さとMPはゼシカ・ククールに劣るが、それ以外はパーティーで最も高い数値となる。
武器は剣・ヤリ・ブーメランを扱い、呪文は回復呪文・ギラ系攻撃呪文などを覚える。
特殊スキルは「ゆうき」。デイン系やメガンテ、ベホマズンなどの呪文を覚える他、一定量以上になると消費MPが軽減される。
『IX』『XI（海外版/S）』では服装が装備品として、『X』ではレンタル衣装として登場した。また、アーケードゲーム『ドラゴンクエスト モンスターバトルロード』内では「ロトの剣」を背中に背負っている。
チャゴスの結婚をぶち壊してミーティアを逃す、ミーティアと結婚する、ゼシカと結婚するパターンがある。
ヤンガス
声 - 立木文彦
演 - 田尻茂一→清水順二（『ライブスペクタクルツアー』）
パルミド出身の元山賊の男。大柄な体型でイガイガ帽子が特徴。
山賊の生活に嫌気が差してまともになろうとしたが、武骨で強面な容姿が祟って何をやってもうまくいかず、路銀が尽きて再び山賊に戻ろうとした矢先にトロデーンとトラペッタを結ぶ橋の上で、トロデーン城から旅立った直後の主人公たちを襲う。しかし攻撃をかわされ、橋から落ちそうになったところを主人公に助けられ、九死に一生を得た。これ以来、年下の主人公を「兄貴」と呼び慕い、主人公に同行するようになった。
このエピソードのように、ガラは悪いが非常に義理堅く人情深い性格である。言葉の最後に「…でがす」「…でげす」をつけるのが口癖だが、これは彼なりの敬語表現らしく、主人公以外と話す時はつけないことが多い。「おっさん」と呼ばれるのを嫌っているが、イベント中にいきなりトロデが登場すると、その都度驚いて「おっさん、いつのまに」と言う。自分自身、こわもてで誰からも相手にされなかった時期があり、魔物にされたトロデに若干同情することもある。
盗賊から足を洗った今でも時々、無意識のうちに昔の考え方が戻ってくることがあり、月影のハープを「売れば金になりそう」と発言したり、山の中にいた商人たちを指して「（山賊行為に）いいカモだ」と口に出してしまい、その都度我に返ってあわてて主人公に弁解している。
本人の証言によれば、ギャンブルは苦手で、昔空腹のときにハトやワニ、カバの肉を狩って食べたことがあるらしい（カバの肉が一番美味い、とも）。子供の頃は動物好きだったらしく、アニマルヤンちゃんと呼ばれていた。また、彼の出身地・パルミドでも、彼は町の人から「ヤックン」と呼ばれ、親しまれている。
他にも高い所が好きで（それを言うと周りが変に納得するとのこと）、また「目利きのヤンちゃん」と呼ばれていたという発言もある。
パーティの中で唯一ドルマゲスとの因縁がなく、そのことを少々気にしている。
ちからやHPが高く、すばやさやMPが低い。武器は斧・鎌・打撃系武器（ハンマー、棍棒など）・鉄球（スキル対象外）を扱うが、レベルアップでの呪文習得は一切ない。呪文を覚えるのはスキルでのみ。特殊スキルは「にんじょう」。スキルランクを上げると回復呪文や補助呪文を覚える。
後に発売された『ドラゴンクエスト 少年ヤンガスと不思議のダンジョン』では「トルネコ」の代わりに少年期の彼が主人公を務めている。
『IX』では配信キャラクターとして登場した。『ドラゴンクエストヒーローズ 闇竜と世界樹の城』にも登場している。
ゼシカ・アルバート
声 - 竹達彩奈
名家アルバート家のお嬢様で、魔法使いのタマゴ。七賢者のひとりであった魔法剣士・シャマルの血を受け継ぐ最後のひとり。
気が強く、少々わがままで周りを見ないところがあるが、根は心優しく、他人の痛みを分かってあげられる性格である。
ドルマゲスに殺された兄サーベルトの敵討ちのため、勘当同然で家を飛び出し、主人公たちと出会う。そして、船出の際に目的が一緒だったことから自ら仲間に入ることを懇願し、主人公らの仲間に加わった。
何が何でも敵討ちするという意思は固いが、トロデーン城などでドルマゲスの猛威を目の当たりにして、ふと弱気な発言を口にすることもあった。
中盤にてトロデーン王家の宝の杖を握ったことで、ラプソーンの邪悪な精神によって身も心も支配されてしまい、リブルアーチで「呪われしゼシカ」として一度主人公たちと戦うが、ハワードの結界によって正気に戻る。彼女は全体的に自分がしたことを覚えており、夢だと思っていた。支配されたのは、負の心が強かったためだと気づき、彼女は「ドルマゲスを憎む心が強かったせいかもしれない」と言っている。彼女が一時的に支配下に置かれたことで、敵の真の目的が明らかとなる。その後、改心したハワードによって魔法の素質を揺り起こしてもらい強力な攻撃魔法を習得する。
ククールからのアプローチには当初は辟易していたが、終盤では半ばあきらめムードとなり、軽く受け流す程度になった。「なかま」コマンドでは主人公に対して好意を寄せていると思わせるセリフがたびたび出る。「兄との想い出は自分の宝」と語り、ふとしたことで家に残してきた母を思いやるなど、肉親との情が深い。そのような意味では複雑な家庭事情に育ったククールとは対照的である。
一方で家柄や権力を笠に着て威張る人間が大嫌いで、特にマルチェロやニノなどには露骨に嫌悪感を示す。
美人な上に巨乳の持ち主であり、さらに露出度の高い服装のため、一部男性キャラクターに注目されることもあるが、実際彼女自身も胸の大きさに対しては絶対の自信を持っており、ある店に入った際にその店の女性もある程度胸が大きいことを知ると「世界一かもしれないって自負してたのに」と残念がっていた。
ヤンガスと対照的にHPやちからが低いが、MPと賢さとすばやさが高い。ただし、ムチのスキルを上げての特技攻撃は他のメンバーに全く引けをとらない威力となる。
武器はムチ・短剣（スキルを上げれば片手剣も扱えるようになる）・杖を扱い、スキルを上げると呪文の習得に加えて杖装備中に最大MP上昇・ターン終了後にMP回復といった特典を得る（ククールも同様）。
特殊スキルはその色気に溢れたボディを生かした「おいろけ」。また、一部の防具を装備しているときは、ゲーム画面上での衣装が変化する。
呪文はメラ系・ギラ系・イオ系・ヒャド系攻撃呪文の他、特にボス戦で有効な戦闘補助呪文も覚える。スキル育成次第で回復・蘇生もこなせるようになり、またそのお色気にモンスターが見惚れて行動を忘れるようにもなる。
『IX』では、Wi-Fiクエストのお題条件クリアの報酬に、配信キャラクターとして登場した。『ドラゴンクエストヒーローズ 闇竜と世界樹の城』にも登場し、その続編となる『ドラゴンクエストヒーローズII 双子の王と予言の終わり』にも登場する。
3DS版では、最終的に主人公と結婚するパターンもある。
ククール
声 - 細谷佳正、佐藤美由希（幼少期）
マイエラ修道院の聖堂騎士団に所属する聖堂騎士で、長身銀髪美形の妖艶な青年。左利きで左手で武器を扱い、右腕に盾を装着する。
修道院の宿場町であるドニ周辺一帯の領主の息子だったのだが、幼少時に流行り病で両親を亡くし、マイエラ修道院でオディロ院長によって育てられたので彼を慕っている。
育ての親であるオディロをドルマゲスに殺された後、敵討ちのため主人公たちの一行に加わる。
女性からの人気が高いが、斜に構えていて口が悪く、ナルシストな面とキザな性格を持っている。また、芝居の一節のような台詞を平然と口にするロマンチストでもある。女性をナンパしたり（常に女性のことを考え、それを隠すことが無い）、賭博（イカサマ）や酒を好むなど聖職者にあるまじき行為を平然と行うため、ほかの聖堂騎士団員からは煙たがられている。制服もほかの聖堂騎士とは違うが、理由は明らかではない。
常にクールかつシニカルに振舞うが、それは体裁を保つための表向きの性格でもあり、時折自身の生い立ちなどについての弱音や愚痴を吐くことがある。一方で信頼した相手には思いやりを見せ、一部の台詞には主人公を褒めるものがあり、徐々にお人好しになっていく。
修道院での生活が長かったため、教会の内部事情には詳しく、腐敗しきった教会内部組織の現状に辟易している面もあり、院長を慕っている。また、組織内の抗争や家柄のため追放された異母兄との確執などもあって、家柄や身分という概念を嫌っている節が言葉から垣間見られ、身分を盾とするチャゴスには不快感を露にした。
マルチェロの異母弟でもあり、マルチェロを平素は肩書などで呼び、腹を割って話す時や感情が高ぶった際にのみ「兄貴」と呼ぶ。その兄との長年の愛憎関係から、ゼシカなどが口にする兄弟愛や肉親との絆に懐疑的な反応を示す。修道院に来るまでは自分に兄がいたことは知らなかったという（その兄弟の愛憎関係や兄弟の生い立ちとは、ククールとマルチェロが初めて出会った時の会話、及び本編序盤のマイエラ修道院内でのククールに対するマルチェロの説教などから見られる）。冒険途中でも「二日酔いがぶり返しちまう」と発言したことも。
おおむね主人公に似たバランスの良い能力だが、すばやさと賢さとMPが主人公に勝り、ちからとHPで劣るなど若干の違いがある。
武器は剣（レイピア中心で主人公との共用は少ない）・弓・杖を扱い、呪文は回復・蘇生呪文やバギ系・ザキ系を中心に多く覚える。
特殊スキルは「カリスマ」。
『IX』では、配信キャラクターとして登場した。『ドラゴンクエストヒーローズII 双子の王と予言の終わり』にも登場する。

### 旅の同行者
トロデ
声 - 岩崎ひろし
トロデーン王国国王。妻はすでに死去している。ドルマゲスの呪いでベージュの服を着た緑色の肌をした魔物の姿に変えられ、自分や娘、城の人々の呪いを解くために、主人公たちとともにドルマゲスを追っている。
非常に身長が低い小男で、主人公の腰辺りまでしかない。作中ではほとんど馬車に乗っており、ミーティアにその馬車を引かせている。
王なので自尊心が高く、中年なので少し頭が固い。仲間たちにも偉そうな態度（家臣扱いなど）をとるが、ジョークを飛ばしたりと気さくな面もあり、ヤンガスとは何かといがみ合う描写があり、あたかも漫才コンビのようにふるまう。
呪われた姿が仇となる場面もしばしばで、トラペッタで町人から魔物と勘違いされて以降、主人公たちが町の中に入っても、ほとんどの場合トロデ自身は町の外でミーティアとともに待機している。一方で愛娘ミーティアを大変可愛がっており、彼女を最優先に考えている場面も多い。しかしおっちょこちょいのため、雪中泊だった姫のことを「忘れていた」と発言したことも。
基本的に思い込みの激しい性格らしく、「トロデーン城に住んでいる（月影の扉が開いただけ）」「自分たちに協力してくれる」という理由で、後述のイシュマウリやレティスまでも家臣呼ばわりした。本人曰く「一目会ったらお友達、言葉を交わせば主従関係」。故に人の話をまともに聞こうとせず、都合良く物事を解釈する面があり、ヤンガスやククールに突っ込まれている。
トラペッタのユリマやアスカンタのキラなど、ミーティアと同じ年頃の娘の健気な振る舞いに強く感動し、主人公たちに「力になれ」と命令したことも。またミーティアによれば、何のかんの言いながらも主人公を頼りにしているとのこと。
中盤で主人公たちがついにドルマゲスを倒した後は何故か呪いは解けなかった。そこで神鳥の杖を手放して正気に戻ったゼシカから事実を聞かされることになる。彼女の話で七賢者の末裔を暗殺し、復活することを目論んだ暗黒神ラプソーンであると知る。彼とミーティアの呪いが解けなかったのは全てラプソーンのせいだった。そして、彼も同じく自分の呪いを解くことと七賢者の末裔を守るために主人公たちと冒険を続ける。
若いころは兵法を学んでいたらしく、武芸の面でも木の枝で聖堂騎士団のポールアックスを受け止めるなど、なかなか強い。さらに独力で錬金釜の修理・改良を行ったことから、魔法・錬金術関連の知識や技術もある模様。
基本的に物語の途中で本来の姿を現すミーティアとは違い、物語の最後にならないと本来の姿は判明しないが、後ろ姿ならば回想シーンで確認することができ、トロデーン城にある肖像画でも顔を多少確認できる。本人は「人間の頃はハンサムだった」と言っている。ただしヤンガス曰く魔物の姿とあまり変わらない。
錬金釜の管理を行ったり、戦歴画面でコメントを述べたりする役割も担う。本人の証言（冒険記録画面の発言など）によれば、年齢は50歳らしく、神経痛・肩こり・慢性胸焼けなどの持病も持っている。胸焼けは魔物になってから多少おさまったらしい。酒好きの一方で好物はチョコクレープ。つまり甘党で辛党。また、「あと二歳若ければ魔法使いとして活躍できた」とか、「昔はファッションに詳しくて『おしゃれトロちゃん』と呼ばれていたが、町に入らなくなったのでトレンドが分からなくなった」とか、様々な発言が飛び出すものの、どこまで本当かは確かめようがない。
ヤンガスの特技のひとつ「おっさん呼び」では、魚缶を食べているトロデがどこからともなく多数のおっさん（主にあらくれ男）を率いて敵にダメージを与える。
『ジョーカー』ではスライム系の仲間モンスターとして、配信限定キャラとして登場した。
『ジョーカー2』では自然系のモンスターとして配合で作ることが可能になった。
『IX』では、配信キャラクターとして登場した。
ミーティア
声 - 種田梨沙
トロデーン王国の姫。年齢は当初17歳（作中で誕生日を迎え、主人公と同じ18歳になる）。そのこともあって主人公とは幼馴染の関係であり、主従以上の信頼・友好関係があり、それと共に好意も抱いている様子。
実は住み込みの小間使いだった主人公を近衛兵に採用したのも、彼女の要望からだと旅の中で明かされる。
ドルマゲスの呪いで白馬の姿に変えられ、物語内では馬車馬として働く。馬の姿になっても気品は失われておらず、魅せられる者も少なくない。その気品と歌声で古代船具現化にも貢献した。通称「馬姫」。
パルミドでは主人公たちが目を離している隙に馬泥棒に遭い、馬車つきで1000ゴールドで売り飛ばされた。普段の馬の姿で着ている布は元の姿の青いドレスと同じ色をしている。
旅の中盤から「ふしぎな泉」の力で一定時間だけ元の人間の姿を見ることができるようになり、その後は主人公の夢にたびたび登場する。
祖母の代からの約束事のため、チャゴスと婚約しており、ミーティア自身も運命と思っているが、旅をすることで心境が変化していく。
会話での一人称は「私」ではなく「ミーティア」（「私」を使うときもある）。
ピアノを始めとして音楽が好きで、その歌声は評判になっている。また、夢の中での本人のコメントによるとカナヅチ。トロデによると、彼女は母親似であるらしい。
ある地域で町民に話しかけると白馬になったミーティアを持ち馬2頭と交換してくれと言われるが、主人公が「はい」と答えるとトロデが激怒するシーンが見られる。
チャゴスとの結婚は「あんな人と結婚するなら馬のままでいい」と言って逃亡したが、主人公との結婚は納得している他、主人公がゼシカに取られてしまって彼女と結婚した時も祝福している。
トーポ
普段は主人公のジャケットの右ポケットに入っており、そこからいつも顔を覗かせているネズミ。頭から背中にかけてモヒカン頭を思わせるたてがみが生えている。
チーズが大好物らしく、主人公が戦闘中にチーズを与えると火炎や冷気などのブレスによる直接攻撃・戦闘補助ができる。
主人公たちが入ることのできない狭い場所を探索することもできる。
主人公がトロデーン城に来た幼い頃からすでに一緒にいて、周囲から「ネズミにしては長生き」と指摘されたり、ゼシカ・ククール・ヤンガスの3人にも「（火を吐いたりするので）普通のネズミじゃない」と思われていた（竜神族の里での3人の発言から）。
本来は前作『VII』の主人公のトカゲと同様、主人公のやさしさを象徴するものとして描き加えられた小動物であり、描いた当初は特別な設定は考えられていなかったという。
ゲームクリア後に正体は祖父のグルーノであることが判明する。

### 七賢者の末裔
かつて神鳥レティスとともに暗黒神ラプソーンを封印した7人の賢者の子孫。彼らが全員死亡したとき、神鳥の杖に封印されたラプソーンが解き放たれる。ゼシカが暗黒神の支配下に置かれその目的が明らかになって以降、主人公たちは彼らが殺害されることを阻むことを目標に杖の使い手を追うことになる。
正確には各血筋のうちラプソーン封印の資質を色濃く受け継いだとされる一人の子孫を指すものであり、血筋の人間全員ではない（このため、ゼシカは暗黒神に操られただけで殺害されずに済んでいる）。7人のうちライラス、サーベルト、ギャリング（当代）は主人公たちが町を訪れた時点で既に殺害されている。
マスター・ライラス
トラペッタに住む魔法使いの老人で、魔法使い・コゾの末裔。
ドルマゲスの魔術の師匠だったことから、主人公たちはドルマゲスの情報を得るためにトラペッタに訪れたが既に殺害され家に火を放たれた後だった。住民たちからは火の不始末による火事で焼死したと考えられていたが、後にラプソーン復活のためであることが判明する。
偏屈かつ職人気質の性格で有名な人物で、占い師ルイネロとは事あるごとに喧嘩していたが、根は良い人間だったという。
かつてドルマゲスに魔法の修行を一切させず雑用ばかりさせていたが、気難しくも弟子思いの一面も持っており、内密に彼の魔法の才能を開花させる薬を作っていた。しかし書物を勝手に読んだドルマゲスに対して侮辱的な暴言を言い放ったことから彼の劣等感を爆発させてしまい、ドルマゲスの暴走を招いてトロデーンの崩壊を引き起こしてしまう。神鳥の杖を盗んで戻ってきた彼に謝罪と薬の完成を伝えたものの、既にラプソーンに操られていた彼に言葉が届くことはなく、そのまま殺害されてしまった。
この映像を見たトロデ王はライラスを「不器用な男」と評した上で「その想いが少しでもドルマゲスに通じていればまた違った結果になっていた。」と哀れみを見せていた。
サーベルト・アルバート
声 - 入野自由
リーザス地方の名士アルバート家の当主で、魔法剣士・シャマルの末裔。ゼシカの兄。
正当な後継者として先祖より剣技の才能と暗黒神封印の鍵の役割を受け継いでいる。
実力と人のいい気質からゼシカや村人に慕われていたが、リーザス像の塔の扉が開いていたことを不審に思い、一人で調べに行きドルマゲスと遭遇。果敢に立ち向かおうとするも、強大な魔力の前に動きを封じられ、そのまま杖で腹部を刺されて殺害されてしまう。幸いにもリーザス像に魂が留まっており、その場に居合わせた主人公とゼシカに真実を話す。そしてゼシカに己の信じる道を行くよう激励し、主人公にゼシカを託して消滅していった。
オディロ
声 - 山野史人
マイエラ修道院の院長であり、神の子・レジェウスの末裔。法皇とは学友だった。
ククールやマルチェロにとっては親代わりで、二人にとっては本当の意味で父性を感じられる人物だった。
温厚な性格で、作中では直接披露しなかったが、実は無類のギャグ・お笑い好きである（棚の本を調べるとわかる）。マイエラ修道院内にて、激高してドルマゲスに詰め寄ったトロデを庇うが、杖の一撃を受けて殺害されてしまう。その翌日、雨が降り注ぐ中で葬儀が行われた。
ギャリング（当代）
ベルガラックのカジノのオーナーで、無敵の男・ギャリングの末裔。
素手で熊を倒すほどの豪傑だったが、屋敷に押し入ったドルマゲスに殺害された。その死はしばらくの間伏せられ、その間カジノは閉鎖される事態となる。しかし屋敷の小間使いが、友人にそのことを話したのが原因で、その噂は瞬く間に知れ渡ってしまった。
強面だが優しい気質の持ち主と噂で、二人の捨て子（フォーグとユッケ）を養子として育て上げた。また、モリーによると彼もバトルロードの参加者だったらしく、主人公一行のパーティーメンバーになった後に彼が亡くなったことを聞いて、残念がっていた。
チェルス
声 - 関雄
三角谷の出身で、リブルアーチの呪術師ハワードの召使いをしている青年で大呪術師・クーパスの末裔。
クーパスは自分の代で姿を隠すべく弟子（ハワードの祖先）に力を受け渡してしまったため、他の子孫のような特殊な潜在能力はない。
心優しい性格の持ち主だが、ハワードを守るために勇気を出す面もある。呪われしゼシカの一件後、杖に操られたレオパルドによって背中を刺され、殺害される。死亡する前は主人公にレオパルドを倒す事と追いかけるように伝えた。
どれほど虐められてもハワードに忠誠を尽くし、死の間際まで彼のことを思いやっていたほどだった。守るべき彼の死により、ハワードは本当の末裔がチェルスだと知り、悔恨の念と共に更生することになった。
後に兵士たちによると、遺体は棺に花を入れて、海に浮かべられたという。また、ヤンガスは彼の主人に対する忠誠心に感服しており、「見習いたい所があった」と振り返っている。
ストーリーの中でチェルスがレオパルドに餌をやる際にハワードにいびられる場面があり、ハワードから餌に毒を盛っていると疑われ、その潔白を証明するためにチェルスがレオパルドの餌を犬のように食べさせられる。
メディ
声 - 竹口安芸子
オークニスの南の家に住む薬師の老婆で、大学者・カッティードの末裔。
一人暮らしをしており温和な性格で雪山地方を訪れ遭難した主人公たちを助け、ヌーク草の薬湯で一休みさせる。その後、主人公に息子のグラッドを探して欲しいと頼み、ヌーク草の入った袋を渡した。
主人公がグラッドを連れている間にダースウルフェンの群れを率いるレオパルドによって家が燃やされ、彼女自身も、人質にされたグラッドの身代わりになる形でレオパルドに殺害されてしまう。だが、その直前にレオパルドの顔にヌーク草の粉末が入った袋を投げつけて視覚と嗅覚を麻痺させる荒業を見せ、レオパルドが法皇の館を襲撃する際に主人公たちが追い付くまでの時間稼ぎに成功している。
相手が暗黒神だと感づいていたと思われる節があり、人質にされた息子を助ける前に運命を悟ったように主人公に最後の鍵を手渡し、先祖代々守っていた暗黒神の戦いにまつわる資料の所在を教える。
後に遺体は息子の手によって埋葬された。
法皇
声 - 佐々木敏
サヴェッラ大聖堂に住む教会の長で、天界を見てきた男・レグニストの末裔。
権威への揉め事や策謀が絶えない聖堂内でも常識と良心の持ち主で、ナンバー2であるニノ大司教からは目の敵にされていた一方で内心は慕われていた。
最後に生き残っていた七賢者でもあったが、魔犬レオパルドの一件後、主人公たちが煉獄島に投獄されている間に次なる法皇の座を目論んだマルチェロによって密かに殺害されてしまい、さらに遺体は事故死と見せかけるために崖から落とされた。殺害されるまでの経緯は描写されていないが、小間使いによると回収された遺体には胸を刺されたような傷があったこと・夜遅くにマルチェロが彼の部屋に入っていき、直後に彼の断末魔を聞いたと語っていることから、夜間に部屋で療養している所を、マルチェロに杖で胸を貫かれたことが間接的に触れられている。
マルチェロの野心と暴走を誰よりも危惧しており、彼に対して正しい道に力を使うように論するも最後まで届くことはなく、当のマルチェロからは「世の無情を嘆き、祈るだけ」と酷評されていた。
彼の死により七賢者の末裔は全滅し、遂に暗黒神が復活。聖地ゴルドは崩壊し、そして一度に多くの人々の命が奪われるという史上最悪の大惨事を引き起こすこととなった。

#### 七賢者の関係者
アローザ・アルバート
声 - 泉裕子
アルバート家の女主人で、サーベルトとゼシカの母親。アルバート家に嫁入りした身であるため、彼女自身は賢者の血筋ではない。夫に先立たれ、女手ひとつで兄妹を育ててきた。
息子で現当主のサーベルトが殺害され、先祖からの家訓に従い喪に服していたのだが、家訓に逆らい喪が明けていないのに敵討ちの旅に出ようとするゼシカと口論の末、彼女を勘当する。
現実よりも伝統や家訓を重んじる、頑固で保守的な人物と思われがちだが本質的には家族思いで、ゼシカが出て行ってからは元気をなくす一方だったという。結局ゼシカの意思を認め、彼女と和解する。
後に暗黒神の復活を目の当たりにし狼狽、ゼシカに叱咤された。彼女曰く、兄妹のアクティブな性格は父のほうに似ているという。
ゼシカ同様にスタイルに自信があるらしく3DS版『XI』の冒険の書の世界に登場した際に条件を満たすとゼシカが自身を超えていない旨の発言をする。
フォーグとユッケ
声 - 阿部敦（フォーグ）、原優子（ユッケ）
当代ギャリングに拾われた養子。フォーグが兄で、ユッケが妹（拾われた孤児であったため生年月日が不詳で、実年齢でどちらが上なのかは当人たちにも不明である）。
自分たちを引き取った養父への想いが強かったが、一方で養父をいかに自分へ引き付けるかで競っていた。そのため喧嘩がいつも絶えなかったが、竜骨の迷宮での試練をきっかけに仲直りし、二人そろってギャリングの後を継ぎベルガラックカジノのオーナーとなる。
ハワード
声 - 斎藤志郎
リブルアーチに住む呪術師。高慢な性格で、飼い犬のレオパルドを寵愛する一方で召使いのチェルスを虐待しており、町の人や配下の兵士たちからの人望も薄い。
主人公たちに大呪術師クーパスの子孫であると思わせるほど確かな術の腕前を持ち、リブルアーチの人々にも賢者の末裔であると信じられているが、実際はハワードの先祖はクーパスではなくその弟子で、クーパスからカモフラージュとして呪術の能力を譲り渡されていただけであった。また、クーパスが姿を消す際、将来その子孫に危機が迫った場合に備え、クーパスとその弟子それぞれの子孫をめぐり合わせる特殊な呪術がかけられたのだが、年月の経過によってハワード自身はその言い伝え（すなわち自分の使命）をすっかり忘れてしまっていた。
大呪術師クーパスの子孫を殺すために現れたゼシカを結界で元に戻すものの、ゼシカが手放した神鳥の杖を拾ったレオパルドによりクーパスの本当の子孫であるチェルスを殺害されてしまう。そこでようやく先祖からの使命、さらにチェルスこそがクーパスの子孫と気づき、使命を果たせなかったどころかチェルスを虐げ続けた自分の行いを心から悔い、改心する。せめてもの償いとして、チェルスを亡き者にしたレオパルドの討伐を主人公たちに依頼し、ゼシカに眠る魔法の素質の半分を覚醒させる。
後にチェルスが彼と街の人々が良好な関係になるように願っていたことを知り、その想いに答えるべく努力する姿が見られる。終盤でも暗黒神の復活をいち早く察知しており、戦おうとしている主人公たちに激励の言葉をかけている。
ライドン・クランバートル
声 - 山岸治雄
リブルアーチの天才彫刻家で、息子夫婦と孫娘と共に暮らす壮年の男性。普段は自作の建築物「ライドンの塔」をより高くするためにノミを振るっており、家にはほとんど戻らないらしい。
魔法剣士シャマルの子孫ではあるが、シャマルの数代後の子孫・リーザスがアルバート家に嫁ぎ賢者の血筋もそちらへ移ったため、「賢者の末裔」ではないという。
リーザス・クランバートル
声 - 御沓優子
シャマルの血を引いている数代後の女性。強力な能力を持っていたが、アルバート家に嫁いだことからクランバートル家の賢者の血が失われ、アルバート家に継がれていったという。
グラッド
声 - 広瀬彰勇
オークニスの薬師であり、メディの息子。薬師としての腕前を役立てたいと思い、メディの元を出てオークニスに行った。オークニスの北にある薬草園の洞窟でヌーク草を栽培している。
ダークウルウェンの群れに襲われて洞窟の奥まで逃げたが、落ちてきた巨大なつららによって閉じ込められてしまい、凍死寸前だったところを主人公たちに助けられる。オークニスに戻ると、七賢者の末裔が狙われていると知ってメディの身が危ないとすぐに母の元へ行こうとするが、急患が来たことで主人公たちと遅れてメディの家に向かう。メディに出て行ったことを謝りたいと思っていたが、レオパルドに人質に取られ、その自分を助ける代わりにメディが殺害されたため、その願いは叶わなかった。
その後は、彼女が残した薬草園を飼い犬バフと共に受け継ぐ。レオパルド（ラプソーン）曰く、「賢者の血は感じるが、賢者ではない」という。
ラジュ
声 - 佐藤美由希
三角谷の集落に住むエルフの女性。かつて大呪術師クーパスに命を救われ、同じく命を救われた一つ目巨人の魔物ギガンテスと共に賢者のお供をしていた。
彼が亡くなったあと、彼の末裔を守ると同時に七賢者と暗黒神の伝承を伝えるために、人間・魔物・エルフが共存する三角谷の集落を作る。
チェルスには彼自身が賢者の末裔だとは知らせておらず、彼が一人前になったときに伝えるつもりだったのだが、彼は後にレオパルドに殺害されてしまい、その想いは永遠に届かぬ物となってしまった。
訪れた主人公たちがチェルスの最期を看取ったと知り、暗黒神復活阻止の願いを託す。
ニノ
声 - 浦山迅
教会内で法皇に次ぐ地位にある大司教。太った禿頭の老年男性で、頭にはホーリーシンボルたる燭台マーク（十字架の代わり）がプリントされている。
当初は腐敗貴族の鏡のような高慢な性格で、次の法皇は自分だと鼻にかけていた。マルチェロを自分の手足として使い、また賄賂などの権謀術数を駆使して地位を固めてきたが、そのマルチェロに裏切られ、主人公たちと共に煉獄島に投獄される。その際に改心し、法皇の死の真相を知りたい一心から自分を顧みずに主人公たちを助けた。後に生還、本当に法皇になる。
エンディングでは法皇として結婚式の指揮をとっていた（PS2版の通常のエンディングでは遠くからの視点であるため判然としない）。

### その他の人物
ゲルダ
声 - 生天目仁美
パルミドの西に住む男勝りの女盗賊。ヤンガスと旧知の仲であり、青年時代のヤンガスの憧れの存在だった。
金品と美しいものに目がなく、「うるわしの貴婦人号」と呼ばれる船を所有している。3DS版では主人公と共に冒険するようになる。
ある時パルミドで馬泥棒に遭い売りに出されたミーティアと馬車を買い取り、取り戻しに来たヤンガスたちに宝石「ビーナスの涙」を代価として求めた（ビーナスの涙を獲得してからゲルダを訪ねてもイベント内容は変わらないが、トロデとの会話イベントがプラスされる）。その後、海賊の洞窟で再会し主人公たちとキャプテン・クロウの財宝を巡って争奪戦が行われ、得意のしのび足でゲルダが勝利するものの、戦いの経験不足から財宝の中から出現したクロウの亡霊に戦いを挑まれ、あっけなく倒されてしまう。
素直ではないがその後もヤンガスのことを気にしていて動向を情報屋から入手しており、終盤には彼が暗黒神と戦おうとしていることを知り「必ず返すように（=生還するように）」と念を押してヤンガス専用の武器を貸す。
『ドラゴンクエスト 少年ヤンガスと不思議のダンジョン』では少女期の姿で登場しており、発言の中からこのころから船の名前は決めていたことがうかがえる。
モリー
声 - 中田譲治
赤と緑がイメージカラーの奇抜な服装が特徴の中年の男。
バトルロード競技場の経営者であり、かつモンスター・バトルロードの主催者で、自らも最強のチームを率いる。チーム名は「モリーアップ」。常に最強のモンスターを育成させる研究を怠らない。3DS版では主人公と共に冒険するようになる。
しかし彼の夢であり、真の目的は自身の率いるチームを倒されることであり、訪ねてきた主人公たちがそれを実現してくれる天才と感じ、本来20万ゴールド掛かる入会金を無料にし、競技場の鍵を渡してくれたり、モンスターチームを持たせてくれたりバトルロード参加費用を2回目以降は無料にしたりして応援する。また、戦闘で死なせてしまったモンスターを生き返らせることができるのは彼だけである。
主人公を「ボーイ」、ヤンガスを「ミスター」、ゼシカを「レディ」、ククールを「ナイスガイ」と独特の愛称で呼び、常に風が吹いている。その風がやがて現れる天才の出現を知らせ、主人公たちが自分の夢を実現してくれると予感していた。
自分の率いるモンスターチームが主人公たちに倒され、夢が実現した際、競技場の屋上に主人公の銅像を建て、嬉しさの余り一晩中泣き明かす。マリー、ミリー、ムリー、メリーという4人のバニーガールが側にいる。
キャラクターのイラストは、当初はゲーム内のほかのキャラクター用に用意されたものであったが、インパクトが強すぎるためにバトルロードのキャラクターに転用されたものである。
後の『モンスターバトルロードシリーズ』では一貫して進行役を務めている。『IX』では、2009年12月19日~20日に行われた「ジャンプフェスタ2010」の先行配信キャラクターとして登場した。
2010年7月15日から、『モンスターバトルロードビクトリー』の発売記念として一般配信。
ルイネロ
声 - 稲葉実
トラペッタに住む占い師。かつては「占えぬものは無い」と言われた程凄腕で知られていたが、自分の占いによって少女・ユリマ（声 - 佐藤利奈）の親を結果的に死亡させてしまったことから、罪悪感を抱き、水晶玉を滝の洞窟に捨て、彼女を自分の娘として育てていた。
ユリマにそのことは黙っていたが、本人はすでに気付いており、水晶玉を回収された後は占い師として再起。主人公たちが先に進むための手がかりを占ってくれる。
ポルクとマルク
声 - 田村睦心（ポルク）、合田絵利（マルク）
リーザス村に住む勇敢な少年たち。ゼシカを慕っている。ポルクは兜と銅の剣を、マルクは鍋とひのき棒を装備している。主人公たちと初対面の時、主人公たちをサーベルトを殺した賊と勘違いし戦闘になりかけるが、近くにいた住民の老婆によって止められる。
その後はゼシカの命で部屋の入り口を守っていたが、彼女が置き手紙を残して姿を消したと知り、ポルクは主人公に彼女を追いかけるよう頼み、彼のためにリーザス像の塔の入り口を開く。村に戻ってきた主人公たちのために小遣いで宿を手配しておくなど、義理堅い性格をしている。
ゼシカが旅に出た後は用心棒として村を守るために2人で四六時中見回りをしていた。
パヴァン
声 - 羽多野渉
アスカンタ国の若き国王。2年前に最愛の妻であるシセル王妃（声 - 伊藤静）を亡くして以来心を閉ざし、国を挙げての喪に、現在に至るまで2年間も服していた。
主人公たちの活躍で立ち直ってからは国王としての職務に復帰したものの、人が良く心優しい一方で優柔不断な一面があり、のちに城の宝物庫が盗賊の被害に遭ったときも対策会議がいつまでたっても結論が出なかった。そこで盗まれた国宝「月影のハープ」を主人公たちが盗賊のアジトに出向いて奪還。しかし戻ってきた時にも、対策会議の結論が出ていなかった。その後、主人公たちの求めに応じて提供する。
キラ
声 - 近藤唯
アスカンタ城に仕えるメイド。献身的によく働くために、年若いながらも城の皆から大きな信任を得ている。妻を亡くして以来、2年間も深い悲しみに打ちひしがれるパヴァン王の心身を心から案じている。そのため、訪ねてきた主人公たちに助けて欲しいと頼み、自身の祖母にパヴァン王が元気を出す手立てを知っているとのことで祖母に逢うように頼む。
アスカンタでのイベントを完了させた後は、パヴァン王から久し振りに休暇をもらったことで実家に帰っており、母の仕事を手伝っている。
イシュマウリ
声 - 杉田智和
月の世界の住人。青い長髪の青年で、不思議な力を秘めるハープの弾き手。アスカンタのおとぎ話に伝わる「月影の窓」を開いた者の願いに応じ、建物や岩などの物が記憶する光景を具現化する。ヤンガスからは「ヘチマウリ」と呼ばれた。
本人曰く、自身と古代船、月影のハープは「古き世界」に属するものだという。古代船を具現化した後、彼は月影のハープと共に主人公たちの前から消滅する。
クラビウス
声 - 金尾哲夫
サザンビーク国王で、主人公の叔父。チャゴスの父親。賢王として高く評価されているが、子育てには失敗。妻に先立たれ、チャゴスを甘やかしてきてしまったため、彼の意気地無さに苦悩している。
王家の試練を拒むチャゴスに対し、ゼシカをダシにしてその気にさせるが、主人公たちにチャゴスを密かに護衛するよう依頼。結果的には息子の醜態を見ることになってしまったが、約束は果たしたためその礼として国宝の魔法の鏡を提供する。
エルトリオという兄がいるが、愛した女性を追うため城を出て以来行方不明となっている。国に問題が2つも起こって手詰まりになったときに「こんなとき兄上がいれば…」と漏らすこともある。
息子のチャゴスがよくカジノに逃げ込むため、ベルガラックやギャリングの関係者を嫌っているらしい。
ミーティアの結婚相手に「バカ息子より本来の王である兄の子のが相応しい」と言う他、ゼシカと主人公の式典も快諾している。
チャゴス
声 - 宮田幸季
サザンビークの王子で、主人公の従兄弟。ミーティアの婚約者。背丈が小さく、まるまると太っている（城の肖像画では正反対のハンサムに描かれている）。頭には王冠ではなく緑色のベレー帽を被っている。
5歳の誕生日にトカゲの群れが自身の寝ているベッドに侵入してきて嫌な思いをした経験からトカゲが大の苦手で、トカゲの魔物（アルゴリザード）と戦わなければならない王家の試練からあらゆる手段で逃げ続け、いざ試練に臨んでも戦いでは1ターンで頭を抱えて逃げ出すなどといった臆病者。
ストレスがたまるとベルガラックのカジノに逃げ込むらしい。また、王家の試練を終えた証であるアルゴンハートのために主人公たちをこき使い、最終的に納得のいく大きさのアルゴンハートを手に入れるも、バザーでさらに巨大なアルゴンハートを闇商人から購入するという不正を犯す。
試練で世話になった主人公たちと後にエンディングで再会した際も以前と変わらず主人公たちを平民風情と見下して式への出席を禁じ、後に強引に乗り込んできた主人公たちを狼藉者として排除させようとする。
最終的にはその性格とそれまでの行いが仇となってミーティアとの結婚式の際にすべてのツケを清算する羽目になり、いずれのエンディングにおいても最終的に結婚は破談となり、前述のアルゴンハートの一件のイカサマを一部始終見ていたクラビウスに公衆の前で一喝されたり、主人公に花嫁であるミーティアを取られるなどの結果となる。主人公一行に全滅された聖堂騎士団を「デクの棒」と罵った挙句、父親から「ミーティアが欲しいなら今すぐ追いかけて自分の手で取り返してこい。お前は王族と言う身分に甘えすぎて金や権力で片付けすぎ」と説教される。
サザンビーク城関連のイベント戦闘のみで主人公らと戦うものの、すぐに逃げてしまう上、敵モンスターに非常に少ないダメージ（1、あるいはミス）を与えることしかできない。ただし、HPは約30000タフネスで素早さは255と非常に高く設定されている。また、アルゴリザードやアルゴングレートの特殊攻撃を全て無効化するという能力もある。
レティス
声 - 合田絵利
数百年前、七賢者と共にラプソーンを封印した神鳥。当初、光の世界では影のみしか見られないが、闇の世界で本体の姿を見ることができる。
妖魔ゲモンによって子供（卵）を人（鳥）質にとられており、闇のレティシアに危害を加えざるを得ない状況に追われ、ゲモン退治を主人公たちに依頼するが、その前に主人公たちに戦いを挑んで力を試す。
ゲモンは退治できたものの、子供（卵）はゲモンの道連れとして爆破されてしまう。その状態を見たレティスが怒り狂うとヤンガスは怖がっていたが、最終的には主人公たちに迷惑をかけたと詫びられる。しかし卵は消滅したものの魂は生きており、その魂はラプソーンを倒すため協力することとなり主人公たちの大きな力となる。
後に暗黒神ラプソーンが闇の世界の魔物を光の世界に召喚したとき、それらと一緒にレティス自身も光の世界に現れる。
最終決戦では主人公たちを背に乗せ、上空のラプソーンとの戦いで足場となる。
「まともに闘えば、ゲモンなど敵ではない」と語る通り、主人公たちとの戦闘に際しては非常に高い防御力や鉄壁の耐性を持ち、強力なクチバシや爪の攻撃に加え凍てつく波動や勇者専用呪文ライデインまで使うなど、この後に闘うゲモンよりはるかに強い。
「無数の世界を旅するもの」とされる通り、実は本作の世界の神ではない。本作の世界においてラプソーンが調和を乱すことを警告するために現れ、この世界の者たちが「神鳥」と呼び始めたのが起源となっている。「レティス」という名は七賢者のひとりレグニストに付けてもらったらしい。
生まれた世界では「ラーミア」という名前で呼ばれていた。これは『ドラゴンクエストIII そして伝説へ…』に登場する不死鳥と同じ名であり、さらにアイテム「神鳥のたましい」での飛行時のBGMは『III』でも使用された「おおぞらをとぶ」、終盤ではラーミア同様に双子の巫女らしき少女たちが付き添っている、後のWii版『I・II・III』のオープニングムービーや『モンスターバトルロードシリーズ』に登場するラーミアはレティスと同じデザインになっているなど、同一の存在もしくは同族であることをほのめかす要素が多々存在する。
ラグサット
ゼシカの元婚約者。キノコのような髪型と貴族のような派手な服の青年。サザンビーク大臣の一人息子で諸国漫遊を気取っているが、実は女遊びの激しさから勘当されている。
ゼシカとの婚約も大臣とゼシカの父親が友人同士だったことから決められたらしいが、彼女には歯牙にも掛けられておらず、本人もゼシカの気性の激しさを目の当たりにして驚いていた。美貌はともかくその気性は好みではなかったらしく、ゼシカの勘当と共に婚約が自然解消しても、特に惜しむ様子は見られなかった。
彼を目撃した周囲の人たちからも「ゼシカとは合わない」という意見が出るほど。ゼシカが旅立った後はしばらくリーザス村のアルバート屋敷に居候していたが、やがて旅に出てリブルアーチで彫刻工房に弟子入り。と思いきや、「呪われしゼシカ」の襲撃騒ぎに乗じて逃げ出す。その後はサヴェッラ大聖堂など各地を転々とする。
ラパン
声 - 石住昭彦
ベルガラックの南東「ラパンハウス」に住む男。キラーパンサー友の会会長。
キラーパンサーをこよなく愛し、「キラーパンサーの父」と呼ばれている。多忙なため、カラッチ（声 - 粟野志門）という忠実な召使いの認めた者としか会わない。家の中にもキラーパンサーが何匹かいる。合言葉は「いつも心にパンサー」。かつてバウムレンという名のキラーパンサーと出会い、初めてキラーパンサーと人とが心を通じあうことができた。そのおかげで今の自分があり、また仕事のきっかけにもなった。
のちにバウムレンは天寿をまっとうしたが、自分の死に気づいておらず、冥界を彷徨うことに。しかしラパンは導いてやりたくも彼のおかげでもあり友情でもあるキラーパンサー友の会の仕事の手を休めることはできなかった。そこで訪れた主人公たちにバウムレンを探して導くよう依頼する。
導いた後にラパンに報告をすると、礼としてキラーパンサー友の会会員証となる鈴をもらうことができる。その鈴は当初名前はなかったが、彼との友情であり仕事のきっかけともなったバウムレンの名を冠し、「バウムレンの鈴」と名付けられた。
バウムレン
声 - 東和良
人間と初めて心を通じ合うことができたキラーパンサー。すでに他界していたが、自分の死に気付かず冥界を彷徨い続ける。ベルカラックのある場所に、夜だけ現れる大木の下で彷徨う姿を現す。
上記通り、主人公のお陰で自分の死に気付き、成仏していった。
チーズおじさん
トラペッタ南部の滝の洞窟のある丘の上の家に一人で住んでいる、謎のおじさん。
最初に尋ねると落とした道具袋を取ってくるよう頼まれる。道具袋を届けるとふつうのチーズを8個くれ、特定の時期ごとに尋ねるとチーズをくれる。
本編クリア後、竜神族関係のイベントが終わった後に尋ねるとその正体が明らかになる。
ライアン
『ドラゴンクエストIV 導かれし者たち』よりモンスター・バトルロードでトルネコと共にゲスト登場。ランクSの一回戦で戦うことになる。チーム名は「ホイミングレイス」。
トルネコ
ライアンと同じ『IV』よりモンスター・バトルロードでゲスト登場。ランクSの二回戦で戦うことになる。チーム名は「アイラブネネさんズ」。
後にスピンオフ作品『ドラゴンクエスト 少年ヤンガスと不思議のダンジョン』でも登場している。

### 異界関連
以下の4人は、ゲームクリア後のみ行くことができる場所で主人公たちが出会う人物である。いずれも主人公と深い関わりがある。
竜神王
声 - 津田健次郎
竜神族の長で、天の祭壇に住んでいる。ある理由から人間の姿を捨てる儀式を行い失敗。自我を無くして凶暴化した巨竜となった。この儀式で彼が巨竜の姿になっている間は、他の竜神族から生体エネルギーを吸い取ることになるため、住人たちは弱っており、里は荒れ果てていた。
彼との戦闘に勝利することで、主人公の出生の秘密とトーポの正体が明かされる。
正気を取り戻した後は、「竜の試練」と称して戦いを挑み、主人公たちが勝利すると褒美を貰える。
最初の戦いでは人間形態だが、主人公たちが勝利すると、6つの巨竜形態のうちの1つに変身する。試練を6回終えて貰える褒美もなくなった後は力だめしとなり、人間形態と最終形態である「永遠の巨竜」を含む全8形態と順に戦うことができる（人間形態と永遠の巨竜以外はHPが半減している）。
本人曰く、戦うことが好きらしく主人公たちとの力だめしのために竜神族の里には帰らず、天の祭壇から離れようとしないが、全ての試練が終わると竜神族の里まで送ってもらうことになる。
人間形態の1ターン目は竜神の封印に包まれ、主人公を数ターン確実に動けなくする（この場合、竜神の封印が来る時にチーム呼びをすれば主人公の行動不能を回避できる）。
全員が武器を装備していない状態で『はい』を選ぶと、「……私も軽く見られたものだ。よかろう。この私を素手で倒せるというなら、倒してみるがいい!!」と言って素手で倒せる場面も見られるようになる。
「永遠の巨竜」は『ドラゴンクエスト』に登場する竜王の変身後の姿に似ている。なお、普通に変身する分には他人からエネルギーを吸い取ることはない。
ククールから容姿の面で強いライバル心を持たれているが、本人は全くその気はないらしい。
『バトルロード』の「レジェンドクエストVIII」では、「聖なる巨竜」の姿で最終ボスとして登場。
エルトリオ
クラビウスの兄で、主人公の父親。本来は第一王位継承者だったが、十数年前、ウィニアと出会い恋に落ちた末に駆け落ちを敢行するものの、グルーノによって引き裂かれる。その後、彼女を追って竜神族の村へ向かうも、あと少しというところで途上でモンスターたちに襲われて負った怪我が元で力尽き、死亡した。
彼の亡骸は異界へのダンジョン内、村の入り口に近い所（遺体があった場所）にある墓の中で、計らいにより彼女の墓で共に眠っている。
グルーノの持っている紙芝居では、外見が主人公にそっくりで、実際に実弟のクラビウスも主人公をはじめて見た際、あまりに似ていることから動揺を隠しきれないでいた。
サザンビークの住民によると彼が正統王位継承者で、城を出ていなければ彼が国王になっていたとのこと。国内では旅に出たまま行方不明となっている。
ウィニア
グルーノの娘で、主人公の母親。エルトリオと恋に落ちるが、これを認めないグルーノによって引き裂かれ、竜神族の里へ連れ戻される。
その後、自分を追った彼が竜神族の里にたどり着く直前で命を落としたことを知ると、悲嘆のあまり日に日に衰弱する。しかし、既に主人公を身ごもっており、周囲の反対を押し切っての出産の結果として引き換えに命を落とした。
彼女の墓は天の祭壇にあるのだが、それはカモフラージュで彼の墓で共に眠っている（グルーノが登場後に再びエルトリオの墓を訪ね、会話をするとその真相がわかる）。
グルーノ
声 - 緒方賢一
竜神族の長老の一人で、主人公の祖父。ネズミのトーポの正体は彼である。「人間と竜神族とでは幸せになれるはずがない」との考えから娘であるウィニアとエルトリオの関係を許さず、二人の間を引き裂いて結果的に二人とも死なせてしまう。
己の頑迷さで死なせてしまった娘夫婦への罪滅ぼしもあり、「姿をネズミに変え、決して主人公と話してはならない」という竜神王の条件を受け入れ、人間界へ降りて孫である主人公の成長を傍で見守り続けた。
竜神族の里を救うと前述の主人公の生い立ちを教えてくれるが、なぜか紙芝居を使う上に自分の顔は美化して描かれていて見栄っ張りな所があり、さらにその紙芝居を何度も見せようとする。また正体を明かした後もトーポの姿のまま旅に同行し、ある人物から「自分で歩くのが面倒臭いのでは？」と茶化されたり、ポーズをとって「プリチーなトーポの姿に戻る」など、コミカルな一面もある。

### 敵対者
主人公たちが敵として戦うことになる存在である。
ザバン
声 - 青山穣
滝の洞窟の主で、半魚人の姿をしている。かなり根に持つ性格で、ルイネロが捨てた水晶玉が額に直撃し傷を負ったことで激怒しており、それ以来、水晶玉の持ち主を探していた。
洞窟の最新部にて、滝に浮いている水晶玉に触ろうとすると登場。水晶玉の持ち主であるかどうかの問いに『はい』と答えると戦闘になる。敗北すると主人公たちが水晶玉の持ち主ではないことを知り、自身に勝ったということで水晶玉を譲り渡す。そして、水晶玉の持ち主に「むやみやたらと滝壺に物を投げ捨てるでない」と告げるようにと主人公たちに頼み、古傷を抑えながら退散していった。
トロデーン城がイバラに包まれて滅んだ出来事を知っており（本人曰く、水の流れにのって噂を耳にしたとのこと）、その主人公こそが唯一の生き残りであることを確信していた。
オセアーノン
声 - 多田野曜平
船ほども巨大なイカの魔物。かつては「海一番のニュルニュル者である偉大なるボス」（ポルトリンクのしびれくらげ談）と呼ばれ、ポルトリンク近海の魔物たちから慕われる存在だったが、海上を歩いているドルマゲスと遭遇し、彼に睨まれて以来暴君と化してしまい、それ以来、連絡船の運航を妨害していた。
主人公たちに襲いかかるが、死闘の末に敗北し、本来のおとなしく物分かりのいい性格に戻った。ドルマゲスによって身も心も支配されていたことを告白し、御詫びの印として金のブレスレットを手渡し、退散していった。その後は登場しないが、彼の幼生である小型イカの魔物「プチアーノン」はあちこちの海で見られる。
若い頃は芸人を目指していたらしく、戦闘前にそれらしき芸を披露する場面がある。
『ジョーカー2』でもボスキャラクターとして登場。関西弁を喋る。
嘆きの亡霊
伝染病で亡くなった古い修道院の院長が、この世への未練から亡霊と化した姿。修道院を探索していた主人公たちを見るなり、怨み辛みをぶつけて襲いかかってくる。
敗北後は無事に神の下へと旅立っていき、長い苦しみから救われることになった。
ドン・モグーラ
声 - 宮澤正
アスカンタ城地下宝庫から「月影のハープ」を奪ったモグラ盗賊団のボスである巨大モグラ。アスカンタより北方の洞窟にアジト（モグラのアジト）を構えている。
盗癖があり、こよなく音楽を愛するが部下を悶絶させるほどの音痴で、本人十八番の「芸術スペシャル」は大半の部下が失神するほど。しかし基本的には部下から慕われている。
戦闘開始前に「芸術スペシャル」の歌を聴かせるシーンもある（聴き終わったとき、もう一度『はい』を選ぶと、「うんうん。かわいいやつめ!ワシの芸術スペシャル。夢に出るまで聞かせてやるモグっ!」と「芸術スペシャル」の歌をもう一回聴かされ、『いいえ』を選ぶと、「……なに?違う?ワシの芸術の友、月影のハープを奪いに来たモグか!?モグググググ……ゆるさーん!!」と怒って戦いに入る場面もある）。主人公たちに敗れた後はアジトを引き払った。
『X』では「魔法の迷宮」のコインボスとして登場。
ドルマゲス
声 - 子安武人
トロデーン城にイバラの呪いを掛けた道化師で、マスター・ライラスの元弟子。
弟子としては落ちこぼれで人々から馬鹿にされた過去を持ち、人々を見返すためにトロデーン王家の宝「神鳥の杖」を盗み出す。しかし、自身を馬鹿にしてきた人々への憎しみが強かったせいで負の心が生まれ、杖に封じられた暗黒神ラプソーンに操られてしまう。
口癖は「悲しいなあ」。空中浮遊、瞬間移動、金縛り、にらみつけた相手を凶暴化させる、海の上を歩くなどの特殊能力を持つ。
七賢者の子孫を殺害するたび力を増していたようだが、マスター・ライラス、サーベルト、オディロ、ギャリングの4人を殺害後、その有り余る魔力に肉体が耐えられなくなり、治癒のために闇の遺跡の最深部にこもっていた。その際、事前に遺跡の結界を破る「太陽の鏡」の魔力を奪っておくなど、周到で用心深い性格がうかがえる。
主人公たちに発見され、闇の遺跡最深部で戦うこととなる。戦闘では、第1形態は三体に分身する。敗北後はイバラの呪いで主人公たちをまとめて葬ろうとするも、主人公には通用せず失敗。神鳥の杖の力を取り込み、第2形態である鳥のような翼を持つ魔人の姿（頭部以外は闇の遺跡にある石像と酷似）へと変貌して襲いかかるも、死闘の末に敗北。そして最後は石化して爆散、砂となって滅びた。
物語中盤までは全ての悪行を引き起こした張本人とされ悪党である事も確かだったが、実際には諸悪の根源とまでは言えず、彼自身が杖を介して暗黒神ラプソーンに支配され、その復活のために利用されていただけに過ぎなかった。
後に『IX』や『ジョーカー』、『モンスターズバトルロード』でも再登場した。
『モンスターズ ジョーカー』と、『IX』では第2形態のみの登場、『モンスターバトルロードI』では第1形態だったが、『IIレジェンド』では第2形態に変更されている。
キャプテン・クロウ
声 - 丸山壮史
かつて世界を制したとされる伝説の海賊の亡霊。隔絶された大地へ向かう方法が記された「ひかりの海図」を手に入れるも、自身の死期が近いことを悟り、拠点としていた洞窟の深部に海図を隠し、自分の遺志を継げる強者を待ち続けていた。
最初に財宝を狙ったゲルダには勝利するものの、主人公たちには敗北する。それにより主人公たちのことを意志を引き継ぐ勇者と認め、財宝である「ひかりの海図」と自身が生前に果たし得なかった夢を主人公たちに託し、成仏していった。
後に『モンスターズジョーカー』シリーズにもモンスターとして登場。そちらではまだ幽霊ではないが、属するのはゾンビ系である。
レオパルド
リブルアーチの猛犬。ハワードの愛犬で、彼が唯一心を開く存在だった。黒くスマートな犬で、凶暴だが賢いらしい。
ゼシカの落とした神鳥の杖を拾い、それに宿っていた暗黒神ラプソーンに体を乗っ取られ、魔物化した。
チェルスとメディを殺害後、羽根を生やして空中を飛び回る。後に最後の末裔である法皇を殺害するため、法皇の館を襲撃。乗り込んできた主人公たちと戦闘になる（戦闘では「魔犬レオパルド」と表示される）。死闘の末に敗北し、最期は犬の姿に戻って絶命した。
後に、『モンスターズジョーカーシリーズ』でも再登場した。
妖魔ゲモン
声 - 後藤光祐
神鳥の巣（闇）に住む暗黒神ラプソーンの腹心。真っ黒な怪鳥の魔物。レティスの子供の卵を人（鳥）質に取り、レティスに闇のレティシアを襲わせた。レティスいわく、自身が戦えば敵ではない程度の強さらしい。主人公たちに倒された後、卵を道連れに自爆する。
『ジョーカー2』でもボスキャラクターとして登場する。
マルチェロ
声 - 諏訪部順一
聖堂騎士団団長で、ククールの異母兄。父はマイエラ地方の領主、母はそのメイド。妻との間に子供がなく、実子を望んだ領主によって半ば無理やりに生を受ける。しかし、その後領主と妻との間にククールが生まれたため、幼少時に母と共に屋敷を追い出され、まもなく母を亡くし修道院に入った。
その理由で、父親とククールのことを激しく憎んでいる。修道院にやってきた直後のククールに出会った際は名前を聞くまで自分の弟だと気付かずに優しく接していたため、ククールに複雑な感情を持たせる要因となっていた。
端正だが、それ以上に鋭い印象を与える顔つきで、かなりの野望と強靭な精神力を持ち、剣術、魔法も万能で戦闘技術は非常に高い。また、ククール誕生以前の少年時代から優秀さが故郷では知られており、その能力と野心で次期法皇を目論み行動していた。モリーからも「力の使い方さえ間違わなければ…」と能力の高さを評価されている。
法皇就任式の演説から、目指していたのは（神や王や法皇のような）生まれつき保証された身分やお飾りの存在ではなく「実力で偉くなった、武力を持った権力者」であったことが分かる。しかし、演説の内容を要約すると自分に従うか死かを選べと言っており、それを不服に感じて退席しようとした者たちを聖堂騎士団が睨みを利かせて押さえ込むなど、結局は力による独裁者になろうとしたにすぎない。
タカのような目つきをしており、主人公たちに会っては、睨みながらニヤリと笑みをうかべることもあり、ゼシカからは「2階からイヤミ」、「どこでもイヤミ」と言われる。
一時期、神鳥の杖を握っていたにもかかわらず、強靭な意志で抗い（自分の右腕を刃物で刺して憑依を阻止する）、精神を完全に支配されることなくその力を利用する。法皇殺害後、聖地ゴルドでの法皇就任演説の折、乱入してきた主人公たちに敗れた際に杖の強大な魔力に精神を支配され、ラプソーンに利用される。そしてゴルド崩壊時にククールに一命を助けられると共に、その複雑な思いを打ち明けられ、助けたことを後悔することになるとだけ言い残し、彼に聖堂騎士団長の指輪を渡してどこかへと去っていった。
レッドオーガ、ブルファング
竜骨の迷宮に出現する魔物。2体でコンビを組んでいる。ラプソーン完全復活後、地図にない島に低確率でコンビで出現する。
『X Ver.2』にも通常モンスターとして登場した。
ボストロール
声 - 東和良
トロルの迷宮最奥に居住し、人々をさらっては調理して食するというグルメな魔物。これらの残忍な悪行を続け、サザンビーク大臣一家もさらって牢屋に監禁していた。
主人公たちが押しかけた際、見逃して欲しいと主人公たちの体力を全回復させて哀願するが、恩を仇で返す形で戦闘になる。結局は主人公たちに敗北し、最期は「ボストロール的にはいい夢見させてもらったぜ」と言い残して、消滅した。
暗黒の使い
暗黒魔城都市の番人を務める漆黒の剣士で、4本の腕に持った剣や斧を振るって戦う。元々は異世界最強の戦士だった存在で、ラプソーンにその力を認められて腹心の部下となった。戦闘では、二匹のフレイムと共に現れる。後に雑魚敵としても登場する。
主人公像、ヤンガス像、ゼシカ像、ククール像
暗黒魔城都市の回廊の出口にいる石像。石像のポーズは本作ケース裏面のイラストで、それぞれのステータスが存在している。
シャークマジュ
暗黒魔城都市の番人で2匹で襲いかかってくる。
『ドラゴンクエストモンスターズ ジョーカー』にも登場した。
暗黒の魔人
暗黒魔城都市そのものが生命を持って襲ってきた姿。瓦礫を結合させた巨大なゴーレムのような姿をしている。
後に『モンスターバトルロード』シリーズや、『ジョーカー』シリーズにも再登場。作品によっては「暗黒の魔神」表記の場合もある。
暗黒神ラプソーン
声 - 高木渉、大友龍三郎（完全体）
本作の全ての黒幕で最終ボス。その絶大な力で世界を混沌に落とし入れようと目論む暗黒神で、元々は闇の世界の神だった。
かつて七賢者と神鳥レティスによって、魂を神鳥の杖に、肉体を聖地ゴルドの女神像に封印された。人の持つ負の心に取り付いて杖を持った者を操り、自身の完全復活を目論む。直属の部下として、闇の遺跡の信仰者たちと暗黒魔城都市の精鋭がいる。
ドルマゲス、ゼシカ、犬のレオパルドを操り、七賢者の血脈者中6人を殺害。マルチェロは完全には操れなかったものの、最後の賢者である法皇を殺害したため、魂の封印が解除された。そして、主人公たちに敗北して疲弊したマルチェロを操り、女神像を破壊して肉体を解き放ち復活する。
肉体を取り戻した後は他人に憑依せず、暗黒魔城都市最深部で主人公たちと戦う。戦闘ではメラゾーマ・イオナズンなどの魔法や、凍える吹雪・凍てつく波動などの技を使い、強大な力で主人公らを苦しめるが、この時の姿も、真の肉体を取り戻していない完全復活前の姿であった。
その後、暗黒魔城都市の力を自身にすべて吸収し完全復活を果たし、とてつもなく巨大な身体と絶対的な力を手にした真の姿「完全体」へと変貌する。あらゆる類の攻撃を一切受け付けない絶対防御壁「闇の結界」をその身体から発生させており、まさしく誰も手出しができない絶対的な存在として世界上空に君臨し、自身の配下を世界各地に放ち世界を混沌に陥れようとする。
だが、神鳥レティスの背に乗った主人公たちと世界上空で対峙、彼らが七賢者の魂をオーブから解放することによって身体を包む「闇の結界」を破壊され、最終決戦となる。戦闘では、凍える吹雪・激しい炎・神々の怒り・マダンテ等の強力な全体攻撃を駆使して攻撃してくる。最後は主人公たちに敗れ、「完全体」となるために吸収した力が全身の亀裂から吹き出て風船が破裂するように爆散し絶叫を上げながら消滅した。ラストダンジョンの奥ではなく、フィールド上で戦う最終ボスは彼がシリーズ初である。
後に『IX』や『ジョーカー』、『モンスターズバトルロード』でも再登場した。
『バトルロード』以外では「暗黒神」の肩書きは付かず「大魔王ラプソーン」または「ラプソーン」として登場する。また、いずれの作品でも本作登場時ほど巨大ではない。

## 道具
水晶玉
占い師ルイネロが使う水晶玉。ある理由により捨てられていた。
ビーナスの涙、アルゴンハート、クラン・スピネル
「世界三大宝石」と呼ばれる、美しい宝石。ビーナスの涙は仕掛けだらけの迷宮に安置され、アルゴンハートはある王家の儀式に関係し、クラン・スピネルは強い魔力を秘めている。
月影のハープ
ある王家の宝。古代船と同じくらい古い時代から伝わるハープ。その王家の城で保管されていたが、盗賊の被害に遭う。しかし盗まれたハープはとんでもないことに使用されていた。
魔法の鏡、太陽の鏡
ある王家に伝わる品。発見された当初は魔力が失われていたが、ある魔物の力を借りることで魔力が復活する。
世界結界全集
呪術師が使う専門書。
ひかりの海図
通常では航行不可能なとある場所への行き方を示す海図。
暗黒大樹の葉
闇の世界の巨木の葉。暗黒の魔力に反応し、地図と組み合わせるとその位置が分かる。なお、暗黒大樹そのものは本作では登場しないが、『X』で登場する。
ゴールドオーブ、シルバーオーブ、レッドオーブ、ブルーオーブ、グリーンオーブ、イエローオーブ、パープルオーブ
かつてラプソーンと戦った七賢者の意思が宿る7つのオーブ。
やまびこの笛
上記のオーブのある場所を知らせる笛。オーブのある場所の近くでこの笛を吹くと、やまびこになって返ってくる。レティスから授けられる。

## 開発
ゲームデザイナーの堀井雄二は、3D化の構想をスーパーファミコンの時代から持っていたが、当時はハードウェアの性能上3D化は実現不可能であり、10年の月日を経て発売された本作でようやくその念願を叶えることができたと語っている。ドラゴンクエストシリーズ恒例だった戦闘モードでの一人称視点は放棄されたが、3Dのゲームになっても「プレイヤー自身が主人公である」というシリーズの基本コンセプトは変化させておらず、2D時代のわかりやすさやテンポを踏襲させている。
また、開発に携わったレベルファイブの日野晃博は、本作のグラフィックを作成する際、ドラゴンクエストシリーズの過去の作品を徹底的に研究し、堀井が構想するドラクエワールドを可能な限り美しく、そして細かく表現した。主人公が樽を投げた際の壊れ方や、差し込む太陽の光、そしてキャラクターやフィールド上の動物の動きなど、かなり細部にまでこだわって作り込んだと語っている。
モンスターチームに関して、フィールド上にモンスターが見えるという設定は開発当初は無かったが、試行錯誤的に制限の範囲内でモンスターを配置したところ、それらのモンスターを特別な存在とすることをひらめき、システムが採用されるに至ったという。
テンションは『ドラゴンボール』の「超サイヤ人」の影響により考案された。

### 販売・プロモーション
本作の発売が最初に発表されたのは、旧エニックスが合併してスクウェア・エニックスとなる約4か月前の2002年11月末のことである。このときレベルファイブによりすでに開発は進んでおり（日野の開発受託に至る証言を鑑みて、2001年の年末年始にかけてコンペが行われて同社に決まった後、2002年春ごろから開発が始まっていたようである）、続いて同年12月の初めにはゲーム画面が1点のみ公開された。
その後2003年は戦闘画面が数点発表される以外に目立った発表は無かったが、2004年3月には正式タイトルとロゴが発表され、さらに同月25日に発売されたPlayStation 2版『ドラゴンクエストV 天空の花嫁』に、本作のデモンストレーション映像を収録した「プレミアム映像ディスク」が同梱された。6月中旬には同年冬の発売が決定し、この後ゲームシステムなど新情報が続々と発表されていった。9月にはメーカーによるゲーム公式サイトが開設され、正式な発売日が同年11月27日と発表。東京ゲームショウ2004への出展も行われた。テレビCMには前作に続いて今回もSMAPが出演し、キャッチコピーは本作の広大なフィールドを連想させる「見渡す限りの世界がある。」が使われた。
ほかのナンバリングタイトルでは毎回発売日の延期が起きていた（SFC版VIを除く）が、本作では1度も延期されることは無く、同年11月27日の午前7時00分に発売に至った。発売前には東京にてカウントダウンイベントが行われ、日本テレビ系列の番組『エンパラナイト』でも特集が行われた。
2005年9月には、スクウェア・エニックスのアメリカ法人が本作の北米版の発売日を同年11月22日と発表した。従来、北米では"Dragon Warrior" ブランドでの発売であったが、本作からは日本以外でも"Dragon Quest" のブランドとなった（詳しくはドラゴンクエストシリーズの項を参照）。その後発売日は前倒しされ、実際の発売は11月15日となった。この北米版 "Dragon Quest VIII" には、"Final Fantasy XII" の体験版が同梱された。
また、本作はドラゴンクエストシリーズで初めてとなるヨーロッパでも、5か国語（英・仏・独・西・伊）対応で発売された。

### 音楽
すぎやまこういちによる本作の楽曲は、前作までと比べるとイベント専用曲などが増加し、ゲーム音楽はアレンジバージョンも含めると全39曲が作られ、さらに没案の曲も含めると60曲に上ったという。
当初はゲームがアニメ風になるということでBGMもアニメ風にする構想もあったが、従来作との縦の連続性が生まれるようにするため、従来作の楽曲の方向性を貫いたという。ゲーム音源の作成は株式会社トーセの専任スタッフが担当。その中でもフィールドのBGMである『広い世界へ』などは、PS2版『ドラゴンクエストV』に同梱される特典ディスクの作成に合わせて急遽作曲されたものである。なお、飛行中のBGM『おおぞらをとぶ』、酒場などでのBGM『酒場でブギウギ』、カジノのBGM『楽しいカジノ』については、以前に発売されたドラゴンクエスト作品のものと同一のメロディを使用している。
2004年12月22日にはゲーム音源を収録したサウンドトラック（以下サントラ）が発売された。オーケストラ版よりもゲーム音源盤が先に発売されるのはシリーズで初のことであり、従来のCDについては資料としての意味合いが強かったが、本作のサントラは観賞用というコンセプトで発売したとすぎやまは語っている。その中でもすぎやまは、村のBGM『静かな村』を特にうまくできた曲と自己評価しており、サントラの解説書には楽譜も掲載された。

### スタッフ
- ゲームデザイン：堀井雄二
- 音楽：すぎやまこういち
- キャラクター&モンスターデザイン：鳥山明
- サブキャラクターデザイン：有坂友和
- ディレクター：日野晃博（レベルファイブ）
- メインプログラマ：御姓智宏、川口洋一
- バトルシステムプログラマ：
小林敬幸、茶堂晃二、板垣衛
- モーションシステムプログラマ：四ヶ所誠
- プログラムディレクター：赤坂泰洋
- アートディレクター：鮫島貴之、松尾一成

## 評価
『週刊ファミ通』のクロスレビューでは40満点中39点だった。
日本では、The 8th CESA GAME AWARDS FUTUREを受賞し、2005年（平成17年）1月26日に第19回デジタルコンテンツグランプリのヒットコンテンツ部門・DCAj会長賞に選ばれた。のちにThe 9th CESA GAME AWARDS 2004-2005 最優秀賞、また米国のウェブサイト1UP.comが主催する1UP.com AWARDのBEST RPG賞を受賞した。
日本での出荷本数は発売日から3日間で、PlayStation 2用ソフト史上初となる300万本以上を出荷した。
2006年（平成18年）3月に『週刊ファミ通』900号記念企画として行われた「読者が選ぶ心のベストゲーム100」では、同シリーズ『ドラゴンクエストIII そして伝説へ…』に次ぐ第4位にランクインした。

### 裁判
2004年（平成16年）12月に鉄人社が本作の非公式攻略本『ドラゴンクエストVIII 完全攻略データ集』を発売した。これに対し、スクウェア・エニックスは同年12月27日に商標権侵害と不正競争防止法違反を理由として同攻略本の出版差止を求める仮処分申請を東京地方裁判所に申し立て、翌2005年（平成17年）1月31日にはさらに著作権侵害を理由に加え出版差止や3億7,551万円の損害賠償を求める本訴を起こした。
そののち2005年11月に両社は和解。具体的な和解内容は明らかにされていないが、鉄人社はこの件に関するプレスリリースの中でコメントを述べている。
同裁判の中では、ドラゴンクエストシリーズ全体（第1作から『VII』まで、およびドラゴンクエストモンスターズなど）の公式ガイドブックの売上が2004年末現在で約2,256万部に上っていること、スクウェア・エニックスから発売される本作の公式ガイドブック1セット（上下巻セットで定価3,100円）から得られる利益が1419.5円であること、などが明らかにされている。

## 日本国外版
アメリカ版やヨーロッパ版では、特にインタフェース面で日本版と異なる部分が多くなっている。移動中の呪文の使用やアイテムの管理・装備、買い物などはコマンドウィンドウを開いて行う方式の日本版と違い、サブ画面で行われる。HP・MPのゲージやキャラクターの顔、アイテムのアイコンなどの絵表示も多く取り入れられている。
ストーリー中のイベントの会話ではキャラクターボイスがついており、これは本シリーズでは初の試みである。この本作へのボイス導入の手ごたえから、後に日本版の『ドラゴンクエストソード 仮面の女王と鏡の塔』にもボイスを導入するきっかけになったと堀井は語っている。BGMは東京都交響楽団によるオーケストラバージョンが使用されているが、オーケストラで録音されていないものは、日本版と同じく内蔵音源である。
それ以外にも、ゲーム開始時のプロローグ追加、戦闘アニメーションの一部変更、一部の効果音の削除、主人公の特技「"Dragon Soul"」の追加などが行われている。
北米版のみのパッケージソフトに『ファイナルファンタジーXII』のプレイデモ版のディスクが付いていた。

## 各機種版の特徴

### スマートフォン版
PS2版をベースにいくつかの追加要素を加えた初の移植作品で、2013年12月12日に配信。対応機種はiOS 6.0以降でiPhone 4S以降のiPhoneシリーズ・同じくiPad 2以降のiPadシリーズとAndroid 4.0以上を搭載した機種（一部除く）。
iOS版はバージョン1.1.4のアップデートでフレームレートが最大30fpsまで向上し、十分なスペックを持つ機種ならば他機種版と遜色ない滑らかさで遊べるようになった。また、iPhone Xなどのより縦長な画面サイズにも対応した。
縦長画面での表示で、仮想パッドにより片手持ちでの移動、決定といった操作が可能なほか、「AUTO」ボタンで自動的に走ることができる。アイテムコードを入力することで、スキルのたねなどのアイテムを入手するシステムが追加された。

### ニンテンドー3DS版
2015年8月27日にニンテンドー3DS版が発売された。これによりすべてのナンバリングタイトル作品が任天堂のゲーム機で発売されたことになった。キャッチコピーは「声をあげて、冒険が生まれ変わる」。
PS2版から様々な要素が改善された上に新たな要素も追加された。また、3DSの特徴である2画面・カメラ機能・すれちがい通信などを活かした作りに変更されている。

#### システム面での変更
画面表示では、地図や町の情報、戦闘中のステータスが表示される。フィールドの地図は近隣の地図と世界地図の2種類を自由に切り替えることが可能になり、近隣の地図は位置をスライドできるため目的地を簡単に調べられるようになった。また、下画面にはショートカットコマンドも用意されており、「ルーラ」「バウムレンの鈴」「錬金釜」など使用頻度の高い操作をワンタッチで実行できるようになり、プレイヤーは「バウムレンの鈴」などを全所持アイテムの中から探して使用する手間がなくなった。また、ダンジョンの地図は最初から下画面に表示されるようになり、宝箱から入手して使用する方式ではなくなった（ただし、ひかりの海図は対象外）。従来地図が入っていた宝箱は存在し、地図の代わりにゴールドが入っている。
3DS版では主人公たちの旅の協力者だったゲルダとモリーがプレイヤーキャラクターになる。彼らが仲間に加わるのはストーリー後半であり、戦闘に一度に参加できる人数も4人と変わらないが、仲間が増えたことで戦闘中に入れ替えが可能になり、戦略や戦術がより多彩になった（ただし主人公のみ入れ替えることはできない）。ダンジョンなどで馬車を残して行動する際は待機している仲間の道具・特技の使用はできない（『IV』『V』と同様）が、経験値は入る。この入れ替えに伴い、イベントによっては同行するメンバーによってセリフが変わることもある。またメンバーの並ぶ順番は三角谷以外では随時入れ替え可能だが、この2人が仲間になった後は、ゲルダはゲルダの家、モリーはバトルロード競技場でそれぞれ先頭にすることはできない。
ボタン操作はDS版『IV』以降の作品同様にAボタンが便利ボタン、Xボタンがコマンドウィンドウを開くボタンに変更され、Yボタンがコマンドの「なかま」ボタンに割り当てられている。キャラクター操作は、L・Rボタンと十字キーで視点を移動・回転させ、スライドパッドで走ることができる。スライドパッドを少し倒すことで歩くこともできる。SFC版『III』以降にあった全てのウィンドウを閉じるボタンはない。
中断の書として版『IV』から『VI』および3DS版『VII』と同様に、中断セーブ機能が用意された。この機能により、近くに教会がなくてもセーブできるようになり、携帯ゲーム機の強みである「いつでもプレイでき、いつでも中断できる」ことが本作でも実現した。中断セーブは上書きしない限り消えることはなく、中断セーブだけでもプレイを継続できるようになった（スマートフォン版の各作品では既に実装）。なお、基本的にいつでもどこでもセーブできるが、例外としてごく一部のイベントが進行している最中は中断できない。
イベントはPS2版に加え、ミーティアと主人公との出会いなどの会話だけで終了していたイベントが回想イベント化された。他にもボスの登場イベントやドルマゲスが狂気に至った真相などのイベントが新たに追加された。それに伴いドルマゲスの師匠マスター・ライラスや幼少のミーティアなどが人物として登場する。
イベントはすべてフルボイス化され、音声と表示と両方で楽しむことができる。音声を無効にすることも可能だが、その場合は従来通りの発声音が流れる。モンスターバトルもフルボイス化されている。
エンディングは通常エンディングと真エンディングの2パターンだったが、ある条件を満たすことで発生する新たな2パターンのエンディングが追加され、合計4パターンとなった。その条件を満たすとゲーム進行中に選択肢が現れ、選び方によって今までとは違った新たなエンディングを迎えることができる（主人公とゼシカが結婚、または2人で旅立つエンディング）。通常、真の両方で発生し、選択によって従来のエンディングを迎えることもできる。
音楽は3DS版『VII』に引き続き、東京都交響楽団演奏のオーケストラ音源が使用されている。
いくつかの演出変更が行われており、女性キャラクターのオシャレ装備の露出が抑えられたり、マルチェロの生い立ち、チェルスが犬の餌を食べさせられるシーンが削除されるなどの変更が行われている。

#### 戦闘・スキル
『IX』や3DS版『VII』と同様のシンボルエンカウントとなった。なお、PS2版でシンボルエンカウント方式だったスカウトモンスターは、頭上にアイコンが表示されることで区別されている。
仲間が増えたことに伴い、馬車がいる時はターン開始前に仲間の入れ替えが可能になった（ただし、主人公は入れ替えることができない）。スピードを1.5倍に高速化できるようになり、円滑に戦闘をこなせるようになった。主人公にも作戦を指定できるようになった。一部の特技が追加・変更。レベルアップ時にHP・MPが全快するようになった。これにより冒険の途中で戦いが連続、またはレベル上げの最中、MPやHPの補給のために宿に戻る回数が減り、ゲームの進行がスムーズになった。
スキルポイントは技の一覧と習得ポイントが表示されるようになった。また、ポイントの持ち越しや「さくせん」からいつでも割り振り可能になるなど、『IX』と同様のシステムとなった。
出現するモンスターの種類が大幅に増加した。特定の条件を満たすと出現するモンスターに加え、出現率の極端に低いモンスターも登場するようになり、それを写真に収めることでアイテムを入手可能なシステムが追加された。

#### 写真
移動中にスタートボタンを押すとカメラモードになり、スクリーンショットを撮影できる。また、この時に視点を移動させたりポーズを変更したり、他のキャラクターを画面に追加してツーショット写真を撮影したりできる。写真は画像ファイルとしてSDカードに保存される。「さくせん」の「思い出アルバム」で確認や加工・編集を行うこともでき、ポストカードとしてすれちがい通信で交換することもできる。また、ポルトリンクにいるフォートからリクエストされた写真を撮影することで報酬が得られる「写真クエスト」を受注できる。クエストのお題に応じた写真をフォートに見せるごとに、「スタンプカード」にスタンプが押され、一定数のスタンプが貯まるごとに、冒険に役立つアイテムを貰えるシステムである。
なお、「思い出アルバム」の保存枚数は100枚までで、それを越えるとロックされていない古い写真から順に削除されていくが、これはゲーム中で操作できる枚数の上限であり、SDカード内に保存された写真データ自体が削除されるものではない。

#### すれちがい通信・アイテム配信
すれちがい通信では、「思い出アルバム」の写真をポストカードとして交換できる。これまでのような専用の拠点はなく、序盤から行うことができる。「Wi-Fiポストカード交換」でインターネット通信を使用したランダム交換を行うことも可能。交換件数をこなすと、写真の加工に使えるスタンプやフレームが増えていく。受け取ったポストカードには3種の評価を付けることができ、再度すれちがうと相手に評価が渡り、もらった評価数に応じてアイテムが入手できる。
また、インターネットからのアイテム配信のほか、セーブデータをアップロードすることでメンバーズクエストやアチーブメントの達成によるアイテムも受け取れる。その他、予約特典や関連書籍などの特典としてアイテムのコードが付属している商品があり、このコードを入力することによって入手できるアイテムもある。これらにより序盤から強力なアイテムを所持することも可能であるため、装備できるレベルが制限されている場合がある（ただし、特殊効果があるものを「使う」ことはできる）。
以上は、移動中に「さくせん」コマンド内から実施できる。

#### キャラクターに関する追加・変更
リメイク版（3DS版）では主人公一行の旅の関係者であったゲルダとモリーがプレイヤーキャラクターとして操作可能（モリーの加入のみ任意）となり、最大6人パーティーで旅をすることが可能となった。
ゲルダ
3DS版でのみプレイヤーキャラクターとして加わる。加わった後、ゲルダの家に行くと武器を貸すイベントのみ発生。また一緒に旅を続けていくうち、主人公のおかげでヤンガスが強くなれたと、会話の中で主人公に感謝していることを話す。
仲間に加わるのは、前述のとおり、ゲーム終盤のキャプテン・クロウの財宝争奪戦直後。全メンバーの中で素早さが高いが、HPは低い。武器は扇、短剣、ムチを扱い、呪文は補助系を僅かながら覚える。短剣スキルを上げていくとゼシカと同様に長剣も装備可能になり、マスターすると強力な連続投擲技を習得する。特殊スキルは「アウトロー」。様々な補助特技を覚え、マスターすると彼女の手下を呼ぶことができるようになる。
モリー
自分の率いるモンスターチームが主人公たちに倒され、夢が実現した際、今度は主人公たちの目的を果たす手助けをすると仲間に入ることを申し出る（断ることも可能）。
ゲルダを「マドモアゼル」、トロデを「ムッシュ」、ミーティアを「プリンセス」と呼ぶ。
3DS版ではモンスターチームを率いて、バトルロードに参加する。チーム名は「そんなの絶対ムリーズ」。
仲間にするためには、前述の通りモリーの率いる最強チームが出場するバトルロードランクSで優勝する必要がある。ストーリーを進める上でバトルロード参戦は必須でない上、条件を満たした場合でも仲間にしない選択をすることも可能であるので、仲間にするかしないかはプレイヤーの選択次第である。武器は爪、打撃、ブーメランを扱い、戦闘では攻撃・回復・補助とさまざまな立ち回りができる。特殊スキルは「ねっけつ」。「モリー」と名につく技を習得する。
トロデ
ある条件を満たせば、主人公を説教するシーンを見ることができる。
ミーティア
主人公の夢に出る回数が増えており、ある条件を満たした場合に主人公を自身の近衛兵から命令解除するシーンを見ることができる。
マスター・ライラス
PS2版では名前のみ登場していたが、3DS版ではルイネロの水晶玉に映し出される映像で登場し、死亡した経緯が明らかとなった。
チェルス
ストーリーの中でチェルスがレオパルドに餌をやる際にハワードにいびられる場面があり、餌を与える時刻が遅れたことやレオパルドの望む時に餌をあげなかったことを叱責する内容に変更されている。
アローザ・アルバート
終盤に全てを理解したアローザはサーベルトの敵を取って欲しい思いで、主人公にサーベルトの形見の鎧を渡す。さらに第三のエンディングではゼシカの結婚式に参列し、主人公にゼシカを託す。
フォーグとユッケ
モンスターチームを率いてバトルロードに参加する。チーム名は「大富ゴールデンズ」。
ニノ
第三のエンディングでは画面いっぱいに映り、笑顔を見せるシーンが追加された。
法皇の館でレオパルドとの戦闘後に主人公たちはマルチェロと聖堂騎士団に取り押さえられるが、3DS版ではその戦闘にモリーやゲルダを参戦させても、ニノと共に煉獄島に投獄される時にヤンガスとゼシカとククールに切り替わる。
ポルクとマルク
3DS版ではモンスターチームを率いて、バトルロードに参加する。チーム名は「リーザスガーディアン」。また、ゼシカの結婚式にも参列し、主人公にゼシカを幸せにするように激励する。
クラビウス
ある条件を満たすと、クラビウスが主人公自身を説教するイベントを見ることもできる。
チャゴス
写真クエストのお題にも「世紀のダメ王子」と紹介される。
レティス
ベホイミがメダパニーマに変更された。
ドルマゲス
彼の過去がルイネロの水晶玉に映し出される映像で判明。ライラスに弟子入りするも何年間も雑用ばかりで魔法も教えてもらえず、独学で覚えた「ちゃちな手品」と称するような簡単な魔法しか使えず途方に暮れていた中、ライラスの部屋にてトロデーン城の杖について書かれた書物を発見。しかし、その書物を読んでいるところをライラスに見つかり、激しく叱責・侮辱されたことをきっかけに杖を強奪したことが明らかになった。
マルチェロ
領主が昔交際していた平民の恋人との間に産まれた子供になっている。その後、領主が正妻との結婚が決まると、母親ともども屋敷を追い出され、母を亡くした。領主と妻との間に長く子供が産まれなかったので、マルチェロを跡継ぎにする話が出たが、ククールが産まれたことでその話はなくなり、再び屋敷を追い出された。
暗黒神ラプソーンに操られるのを阻止する表現が唱えた魔法で右腕を攻撃するという演出に変更された。
とある場所で再会し、主人公たちのピンチを救い、わずかながらククールとの和解をほのめかし再び姿を消す。
ジャハガロス
声 - 石住昭彦
3DS版のみに登場。四本の足を持つケンタウロスのような体格の魔神。ラプソーンの部下であったが、七人の賢者たちとの凄まじい戦いの末に奈落の祭壇の最深部に封印される。しかし戦いにより体力も気力も使い切っていた状態での封印であり、効力は不十分であった。そのため、殺害された賢者の一人がテレパシーを使って、ある場所に呼び出し、その邪悪な封印が解けることを知らせる。主人公たちが奈落の祭壇に到着した際に封印が解け、ジャハガロスはラプソーンの復活を感じて早く忠誠心を示そうと焦るが、目の前にいた主人公たちを見るなり、自分を封印したのは人間であり七人の賢者たちだと恨みが漲ってくる。そしてラプソーンに仕える前に、主人公たちを倒して憂さ晴らしをしようとする。
エスターク
3DS版のみに登場。『IV』、『V』、『IX』にも登場した地獄の帝王。ある洞窟の奥に出現。主人公たちを鍛える意図があり、何度でも勝負を挑むことができる。勝利すると褒美を貰え、かつ倒すまでのターン数に対して評価もする。攻撃力や攻撃呪文の威力は本ゲーム中トップクラスである。しかし、彼にはある補助呪文が弱点となっている。

#### その他
- 奈落の祭壇の追加。終盤に、古代船跡の付近に出現。最奥にはジャハガロスが封印されており、そこである人物と再会する。
- 追憶の回廊の追加。クリア後にのみ行くことにできる世界。竜神王からの褒美のひとつで、ある場所でさらなる試練を与えられる。中では過去に戦ったボスなどが大幅に強化されて登場する。そのため、メンバー全員をレベル99にしても勝つことが難しく、高度な戦術が必要。なお、最奥部にはある魔物が封印されている。
- 新仲間キャラクターの装備品や配信アイテムなど、アイテムが追加された。既存キャラクターにも特技やアイテムや装備品が追加されている。なお、見た目が変化する特定の装備品も増加した。
  - 「しろがねのすず」や「くろがねのすず」は一度使うと鈴が砕けて無くなるようになった。
- 拾得したアイテムは、回復アイテムや錬金釜で作成されたものも含め全てその場で「ふくろ」に入れられるようになり、身近なキャラクターの持ち物に入らなくなった。
- 冒険時やイベント時の効果音は一部削除された。
- 次のレベルまでの経験値が「つよさ」から確認できるようになった。また、教会でも下画面に表示されるようになったため、教会のメニューから「おつげをきく」がなくなった。
- キャラクターの性能の調整
  - 主人公の最終的なちからはヤンガスより低くなった。
  - ゼシカのムチは弱体化された。
- バトルロードにSSランクが追加され、9段階になった。また、バトルロードで敗北しても全滅回数にカウントされなくなった。ストックできるモンスターの数が、最大12匹から21匹に増えた。
- 搭乗可能なキラーパンサーが2種になった（3DSで登場する方は、搭乗方法は異なる）。
- メタルキングの槍やメタルウイングは1個しか入手できなかったが、3DS版では2個入手できるようになった。
- 錬金釜での作成に時間が掛からなくなり、アイテムがその場ですぐ完成するようになった（PS2版の竜神王の褒美と同じ錬金釜。そのため、竜神王の褒美から「錬金釜の強化」がなくなり別の褒美に差し替えられている）。これにともない、錬金のキャンセルはできなくなった。また錬金に使用できないアイテムや組み合わせできないアイテムは、最初から釜に入れることができない（錬金に入れる段階で持っているアイテムのリストが表示され、錬金できるものしか選択できない。1つ目のアイテムを選択するとそれと錬金できるもののみが選択できるようになる）、錬金レシピノートから作りたいアイテムを選んで錬金したり、同じアイテムを一度に複数作ることもできるなど、『IX』と同様になった点もある。これに伴い、アイテムの売却価格も大幅に変更されており、錬金による儲けができなくなったが、ごく一部のみは残されている。
- カジノ内にある一部のミニゲームでも、戦闘画面と同様に、高速化させることができるようになった。
- 宝箱には、『IX』で登場した一定時間経過後に中身が復活する青色、紫色の宝箱もある。
- PS2版では［スキルのたね」は上限数が決まっていたが、一定時間経過後に復活する宝箱にスキルのたねも含まれるため（超スキルのたねも存在する）、大幅なスキルアップができるようになった。
- 漢字表記はルビ付きかルビなしを選択することができる。

## 関連商品

### ガイドブック
PS2版
- Vジャンプブックスゲームシリーズ ドラゴンクエストVIII 空と海と大地と呪われし姫君 （集英社、ISBN 978-4087793048）
- SE-MOOK ドラゴンクエストVIII 空と海と大地と呪われし姫君 公式ガイドブック 上巻 世界編 （スクウェア・エニックス、ISBN 978-4757513785）
- SE-MOOK ドラゴンクエストVIII 空と海と大地と呪われし姫君 公式ガイドブック 下巻 知識編 （スクウェア・エニックス、ISBN 978-4757513792）
- ドラゴンクエストVIIIのあるきかた （スクウェア・エニックス、ISBN 978-4757514911）
- Vジャンプブックスゲームシリーズ ドラゴンクエストVIII 空と海と大地と呪われし姫君 世界探索の書（集英社、ISBN 978-4087797268）

3DS版
- SE-MOOK ニンテンドー3DS版 ドラゴンクエストVIII 空と海と大地と呪われし姫君 公式ガイドブック（スクウェア・エニックス、ISBN 978-4757547308）

### その他の書籍
- Vジャンプ緊急増刊 ドラゴンクエストVIII大冒険スーパーガイドブック （集英社） - Vジャンプ2004年12月15日増刊号。鳥山明によるメインキャラクターや町の人、乗り物などの書き下ろしイラストが掲載された。
- ヤングガンガンコミックス ドラゴンクエストVIII 4コママンガ劇場 復刻版（スクウェア・エニックス、ISBN 978-4757547285）

### CD／収録楽曲
†はSUGIレーベルがアニプレックスからキングレコードへ全面移籍となったことで発売元が変更となり廃盤となったもの。
1. 交響組曲「ドラゴンクエストVIII」空と海と大地と呪われし姫君（キングレコード、KICC-6308・9、2009年8月5日） - 東京都交響楽団演奏。このCDに収録されている音楽は欧米版（PS2版）及び日本国内の3DS版のゲームBGMとして使用されている。
  - † 交響組曲「ドラゴンクエストVIII」空と海と大地と呪われし姫君（アニプレックス、SVWC7261・2、2005年6月22日）
2. 「ドラゴンクエストVIII」空と海と大地と呪われし姫君 オリジナル・サウンドトラック（キングレコード、KICA-1462・3、2009年10月7日） - ゲーム音源集。
  - † ドラゴンクエストVIII 空と海と大地と呪われし姫君 ORIGINAL SOUNDTRACK（アニプレックス、SVWC7228・9、2004年12月22日）
3. ニンテンドー3DS「ドラゴンクエストVIII」空と海と大地と呪われし姫君 オリジナル・サウンドトラック（キングレコード、KICA-2413・4、2016年3月9日） - 3DS版のサウンドトラック。上記、交響組曲の音源を加工・編集したもの（一部楽曲はシンセサイザー）。

| No. | 楽曲名                        | 交響組曲 | オリジナル版 3DS版 | 使用箇所・備考 |
| --- | ----------------------------- | -------- | ------------------ | --- |
| 1   | 序曲（VIII）                  | ○        | ○                  | - 基本的に『序曲のマーチVII』を継承しつつ、後半はIVの交響組曲版『序曲』へと回帰する - ポルトリンクの定期船の出航時やエンディングの一シーンでも使われる |
| 2   | インテルメッツォ（IV）        | ー       | ○                  | 「冒険の書」（セーブファイル）の入力、および名前入力の画面で流れる曲 |
| ３  | 馬車を曳いて                  | ○        | ○                  | - 物語冒頭のスタッフクレジット時や古代船関連のイベントで使用されている - 後半になってからは専らレティスのテーマとして使われている |
| ４  | 穏やかな街並み                | ○        | ◎                  | - 一般的な町で使われ、ベルガラックではカジノが復興するまで使われる - ◎：「穏やかな街並み（夜）」も収録（シンセサイザー版のみ） |
| ５  | 静かな村                      | ○        | ◎                  | - フィールド上の小屋でも使われる - 昼用と夜用があり、夜用のものは打楽器を省き少々テンポを遅くしたもの - PS2版では昼と夜が切り替わっても曲が途切れずに昼用と夜用が切り替わる - 3DS版では昼用はオーケストラ音源が、夜用は通常のシンセサイザー音源がそれぞれ使用されている - ◎：「静かな村（夜）」も収録（シンセサイザー版のみ） |
| ６  | 錬金がま                      | ○        | ○                  | 錬金釜、ランプ錬金、ツボ錬金の画面での曲 |
| ７  | 酒場でブギウギ（III）         | ー       | ○                  | 本作では酒場やバトルロード格闘場、クラブ・パッフィーで使用される |
| ８  | 楽しいカジノ（IV）            | ー       | ○                  | VIIIではラバンハウス出身のカラッチの質問時にも流れる |
| ９  | 広い世界へ                    | ○        | ○                  | - PS2版では物語前半と後半とでは曲の始まりが異なる - 『ABCDDE行進』からなる曲で前半はAメロから、後半は簡素なイントロとCメロから始まる - 後半、一度だけ前半バージョンから流れる場面がある |
| 10  | 大平原のマーチ                | ○        | ○                  | - キラーパンサー騎乗時に流れるほか、ドルマゲス討伐後にも流れる - フィールド曲『広い世界へ』のアレンジ版で、テンポを速くしたもの |
| 11  | 対話                          | ○        | ○                  | - 規模の大きな町で使われ、ベルガラックではカジノ復興後は終日使われる - 夜用のアレンジは存在しない |
| 12  | ひんやりと暗い道              | ○        | ○                  | 他の曲に比べ、半音階の上昇下降が頻繁に現れる |
| 13  | 暗い道の奥で                  | ○        | ○                  | 洞窟の深奥部で流れ、『ひんやりと暗い道』のアレンジでテンポを遅く音程を低くしたもの |
| 14  | 讃美歌に癒されて              | ○        | ○                  | - 主に教会の中で使用され、マイエラ修道院初訪問時にも使用される - VIIIで教会の標準曲と位置づけられ、以後のナンバリング作品の教会はこの曲で統一されている |
| 15  | 修道僧の決意                  | ○        | ○                  | マイエラ修道院、聖地ゴルド、法皇の館で使われる |
| 16  | つらい時を乗り越えて          | ○        | ○                  | 主に回想シーンなどのイベントで多用され、ミーティアとの会話シーンでも使われる |
| 17  | 急げ!ピンチだ                 | ○        | ○                  | - 主に何らかの緊急事態が発生した際に使われる - オーケストラ版はパーカッションがある |
| 18  | 神秘なる塔                    | ○        | ○                  | - 非常に多くの打楽器が使用されている - 神鳥の巣や天の祭壇でも使われる |
| 19  | そうだあの時は…               | ○        | ○                  | ヤンガスの回想シーンなどで使用される |
| 20  | それ行けトーポ                | ○        | ○                  | イベント中でトーポを操作する際の曲であるが、トーポ以外のイベント時も使われる |
| 21  | 雄叫びをあげて                | ○        | ○                  | - ホルンをはじめとするブラスセクションの雄叫びが印象的な曲 - オーケストラ版では終盤部に1周目と2周目で違いがある |
| 22  | 難関を突破せよ                | ○        | ○                  | - 各種中ボスとの戦闘時の曲 - 3DS版では追憶の回廊の追憶ボス戦および『モンスターバトルロード』のランクSSの戦闘時にも採用 |
| 23  | この想いを…                   | ○        | ◎                  | - 死別等の悲しめのイベントで多用されるほか、トロデーン城や喪中のアスカンタ城でも使われる - ◎：「この想いをハープにのせて」も収録（シンセサイザー版のみ） - 『この想いを…』のアレンジ版であり、レティスとの別れで使用 |
| 24  | - 城の威容 - 王宮のガヴォット | ○        | ◎                  | - ゲーム中での初使用は非常に遅い - イントロ部分『城の威容』については基本的に城に入った最初の時のみ流れる他、夜用の場合はカットされる - 交響組曲版のみ「城の威容～王宮のガヴォット～城の威容」という曲構成となる - ◎：「王宮のガヴォット（夜）」も収録（シンセサイザー版のみ） |
| 25  | 詩人の世界                    | ○        | ○                  | 月の世界及びふしぎな泉で使われる |
| 26  | 海の記憶                      | ○        | ◎                  | - 船に乗っているときの通常バージョンと、古代船浮上イベント用のソプラノバージョンとがある - ◎：「海の記憶（ソプラノ）」も収録（シンセサイザー版のみ） |
| 27  | 忍び寄る影                    | ○        | ○                  | - イベント上で以下の場面などで使用される - ドルマゲス（その他、暗黒神に支配された者）が出現した際 - ドルマゲス（変身前） - 暗黒神ラプソーン（変身後・バリア破壊前）との戦闘時 - 冒頭に敵の襲来をイメージした部分があるがカットして使われるシーンも多い - この冒頭部は単体で「魔物出現!!」というMEにもなっている - ただし、この曲の冒頭部は弦楽器系なのに対しMEは金管楽器系の音である |
| 28  | 闇の遺跡                      | ○        | ○                  | 闇の遺跡で使われるほか、闇の世界のフィールド上やリブルアーチでの事件発生時でも使われる |
| 29  | 大聖堂のある街                | ○        | ○                  | サヴェッラ大聖堂、マルチェロ関連のイベント、モリーによるバトルロード紹介、海賊の洞窟でゲルダが登場する場面などで使用 |
| 30  | おおぞらをとぶ（III）         | ○        | ○                  | 本曲の初登場は「III」であるが、VIIIでは「神鳥のたましい」の力で飛行中に流れる |
| 31  | 終末へ向かう                  | ○        | ○                  | 暗黒魔城都市内で使われる |
| 32  | ドルマゲス                    | ○        | ○                  | - ドルマゲス（変身後）との戦闘時、暗黒神ラプソーン（変身前）、暗黒の魔人、竜神王（変身体含む）等に採用 - 3DS版ではジャハガロスおよびエスタークとの戦闘でも使われる |
| 33  | おおぞらに戦う                | ○        | ○                  | - 暗黒神ラプソーン（変身後・バリア破壊後）との戦闘時の曲 - 前述の『おおぞらをとぶ』と『ドルマゲス』のメロディが取り入れられている |
| 34  | 空と海と大地                  | ○        | ○                  | - 他の曲と異なりシンセサイザーストリーム音源では大聖堂のある街』から連続してこの曲が流れる - サウンドトラック同梱のライナーノーツの曲別コメントより - ストリーム版では途中でピアノをふんだんに使用しているが、交響組曲版では当初外されている - オーケストラの音圧設計上、ピアノが負けてしまうために外したとすぎやまは公式サイトで説明 - ファンの印象が非常に強かったこともありその後のコンサート公演ではピアノパートが復活している - 本曲のメインの主題は『京の四季 風の予感』（フジテレビ製作のビデオ）で使われたすぎやま作曲のBGMの主旋律を流用 - オリジナル版のみ「大聖堂のある街～空と海と大地」という曲構成となる |

「オリジナル版」「3DS版」では上記楽曲に加えてME集が収録されている。

### その他グッズ
- ドラゴンクエストスライムコントローラー - HORI製。スライムの形をしたPlayStation 2用コントローラ。本作と同日（2004年11月27日）の発売。ケーブルは着脱式で、オブジェとして飾ることもでき専用の台座も同梱されている。スライムの底面にボタンやアナログスティック等が配置されており、表面はゴム製であるが、翌年プラスチック表面のメタルスライムコントローラーも発売された[75][76]。

### 客演作品
大乱闘スマッシュブラザーズ SPECIAL
2018年12月7日発売のNintendo Switch用対戦アクションゲーム。2019年7月31日より追加DLCキャラクターとして『ドラゴンクエストXI 過ぎ去りし時を求めて S』の主人公・勇者が登場。基本は『XI』仕様だが、コスチュームチェンジをすることで『VIII』仕様の勇者が使用でき、ボイスも切り替わる。

## 動画・生配信・画像投稿に関するガイドライン
2021年3月19日に改定された。機種ごとに著作権表示が異なる。
- PlayStation 2版[77]
- ニンテンドー3DS版[78]
- スマートフォン版[79]